# Jeep Wrangler
Der Jeep Wrangler ist ein Geländewagen, der im Laufe seiner Geschichte unter verschiedenen Automobilkonzernen produziert wird, aktuell im Konzern Stellantis, jedoch immer unter der Automobilmarke Jeep verkauft wird. Das Automobil folgt historisch betrachtet dem Willys MB, der während des Zweiten Weltkrieges von Willys-Overland für die US-Regierung konstruiert wurde. Der direkte Vorgänger des Wrangler ist der Jeep CJ.
Die erste Generation, als YJ bezeichnet, wurde ab 1987, die zweite Generation der TJ ab 1996 produziert, die 2006 (in Deutschland erst 2007) durch die dritte Generation JK ersetzt wurde. Die vierte und aktuelle Generation JL wird seit 2018 gebaut und wurde von der amerikanischen Tochter FCA US LLC der Fiat Chrysler Automobiles entwickelt.

## Wrangler YJ
Der Wrangler YJ, anfangs mit der internen Modellnummer 81, wurde von 1987 bis 1995 gebaut. Er war der direkte Nachfolger des Jeep CJ. Durch seine eckigen Scheinwerfer und Blickleuchten ist er von diesem einfach zu unterscheiden, er verfügt wie der CJ auch über blattgefederte Starrachsen. Sein Listenpreis startete mit dem 4-Zylinder-Motor bei 8396 USD, 9899 USD stand für den 6-Zylinder in der Preisliste.
Seine Geländetauglichkeit stellte der Wrangler durch das Bestehen des schweren Rubicon Trails unter Beweis, den er in seiner Serienausstattung als bester Jeep meisterte. Seine Straßenfahrbarkeit ist besser als die seines Vorgängers.
Der Antrieb im YJ nennt sich Command-Trac. Der Allradantrieb kann während der Fahrt bis etwa 50 km/h eingelegt werden. Auf normaler Straße ist der Wrangler mit Heckantrieb unterwegs. Ab 1990 war als Extra die Trac-Lok genannte Hinterachsdifferentialsperre verfügbar.
Der Wrangler YJ war mit drei Motoren aber im Laufe seiner Produktion mit unterschiedlichen Leistungen erhältlich:
- 2,5-Liter-Vierzylinder-Reihenmotor (150 in3) als Viertakt-Ottomotor
  - ab 1987 mit 76 kW (103 PS) mit Drosselklappen-Einspritzung (TBI),
  - ab 1988 mit 86 kW (117 PS),
  - ab 1991 mit 90,5 kW (123 PS)
- 4,2-Liter-Sechszylinder-Reihenmotor (258 in3) mit 84 kW (114 PS) mit Doppelvergaser bis 1991
- 4,0-Liter-Sechszylinder-Reihenmotor (242 in3) mit Multipoint-Einspritzung (MFI) ab 1991 mit 131 kW (178 PS), neben dem Wrangler YJ wurde der Motor auch im Cherokee XJ verbaut

Dabei blieben bei den Modellen 2,5-, 4,0- und 4,2-Liter die Bremsanlage, die Achsen und der Rahmen unverändert, außer bei den Modellen von 1987 bis 1989 die in Kanada produziert und durch Einzelgutachten in Deutschland zugelassen wurden. Hier sind Veränderungen vor allem bei den hinteren Bremsen vorhanden.
Getriebeseitig war der Wrangler mit einem 5-Gang-Schaltgetriebe oder auf Wunsch mit einer Dreigang-Automatik, mit Wahlhebel an der Lenksäule, verfügbar.
Von 1987 bis 1992 wurde der YJ in Brampton, Ontario in Kanada gefertigt, bevor die Produktion nach Toledo, Ohio in den USA verlagert wurde. Im Modellzeitraum wurden vom YJ insgesamt 685.071 Fahrzeuge produziert.
Anfangs war er in den Versionen Basis, Sport Décor und Laredo verfügbar. Standard waren Scheibenbremsen vorn und Trommelbremsen hinten mit Bremskraftverstärker, Überrollbügel, Softtop mit Metalltüren sowie das an der Hecktür angebrachte vollwertige Reserverad. Seine Bereifung waren verschiedene Goodyear P215/75 R15. Die Laredo-Version wurde abweichend mit einem Hardtop mit getönten Scheiben ausgeliefert. Die Heckscheibe des Hardtops schwingt nach oben und wird durch die Hecktür fixiert. Ein höhenverstellbares Lenkrad gab es als Extra. Das Hardtop war für alle anderen Modelle ebenfalls als Extra bestellbar.
1988 gab es die Olympic-Edition mit serienmäßigem R6-Motor, Aluminiumrädern, speziellen Streifen und Symbolen. Darüber hinaus wurde die Version Sahara eingeführt, bei der die Innen- und Außenfarben Khaki- oder Kaffee-Braun-Töne waren. Um gegen die preiswerten japanischen 4×4-Modelle, wie den Suzuki Samurai keine Marktanteile zu verlieren, wurde der Wrangler S angeboten, welcher sehr sparsam ausgestattet war und rund 1500 USD weniger als die Basis kostete. Er enthielt den 2,5-Liter-Motor mit dem manuellen Getriebe und ein Softtop mit Stahl-Halbtüren. Die Islander Variante folgte 1989 und beinhaltete neben entsprechenden Grafiken, ein Reserveradcover und einen vollständigen Teppich. Die Servolenkung wurde beim Sahara und dem Laredo Standardausstattung. Die Heckscheibe des Hardtops erhielt 1990 serienmäßig eine Scheiben-Wisch-Waschanlage. Klimaanlage, Nebelscheinwerfer, Geschwindigkeitsregelanlage waren weitere Extras. 1991 kostete der Wrangler S mit dem Standard 2,5-Liter-Motor 9910 USD. Das Modell Laredo entfiel, dafür wurde der Renegade mit dem 4 Liter Reihensechszylinder mit einem Preis von 16.525 USD wieder eingeführt. Dieser war mit ausladenden Kotflügelapplikationen, ausgestattet. Ab 1992 war der 4 Liter auch beim Sahara der Serienmotor. Die beiden Rücksitzplätze bekamen Dreipunkt-Sicherheitsgurte. Ab 1993 gab es die Modelle Wrangler, Basis, Sport, Sahara und Renegade. Die Bezeichnungen S und Laredo entfielen. Eine dritte Bremsleuchte wurde 1994 zur Serie und für den 2,5-Liter war das Automatikgetriebe verfügbar, die Basisversion nannte sich SE. Für den Basis-Wrangler war als Extra 1995 das Rio Grande-Paket mit speziellen Stahlrädern und Stoffbezügen verfügbar. Im Jahr 1996 wurde der Wrangler weiter als 1995 Modelljahr verkauft.
Folgende Modellnummern haben die Wrangler-Varianten ab 1989 bekommen:
- Y19 – Wrangler und Wrangler S
- Y29 – Wrangler Base und SE
- Y39 – Wrangler Islander und Sport
- Y45 – Wrangler Laredo (6-Zylinder)
- Y49 – Wrangler Sahara
- Y59 – Wrangler Laredo HT und Renegade

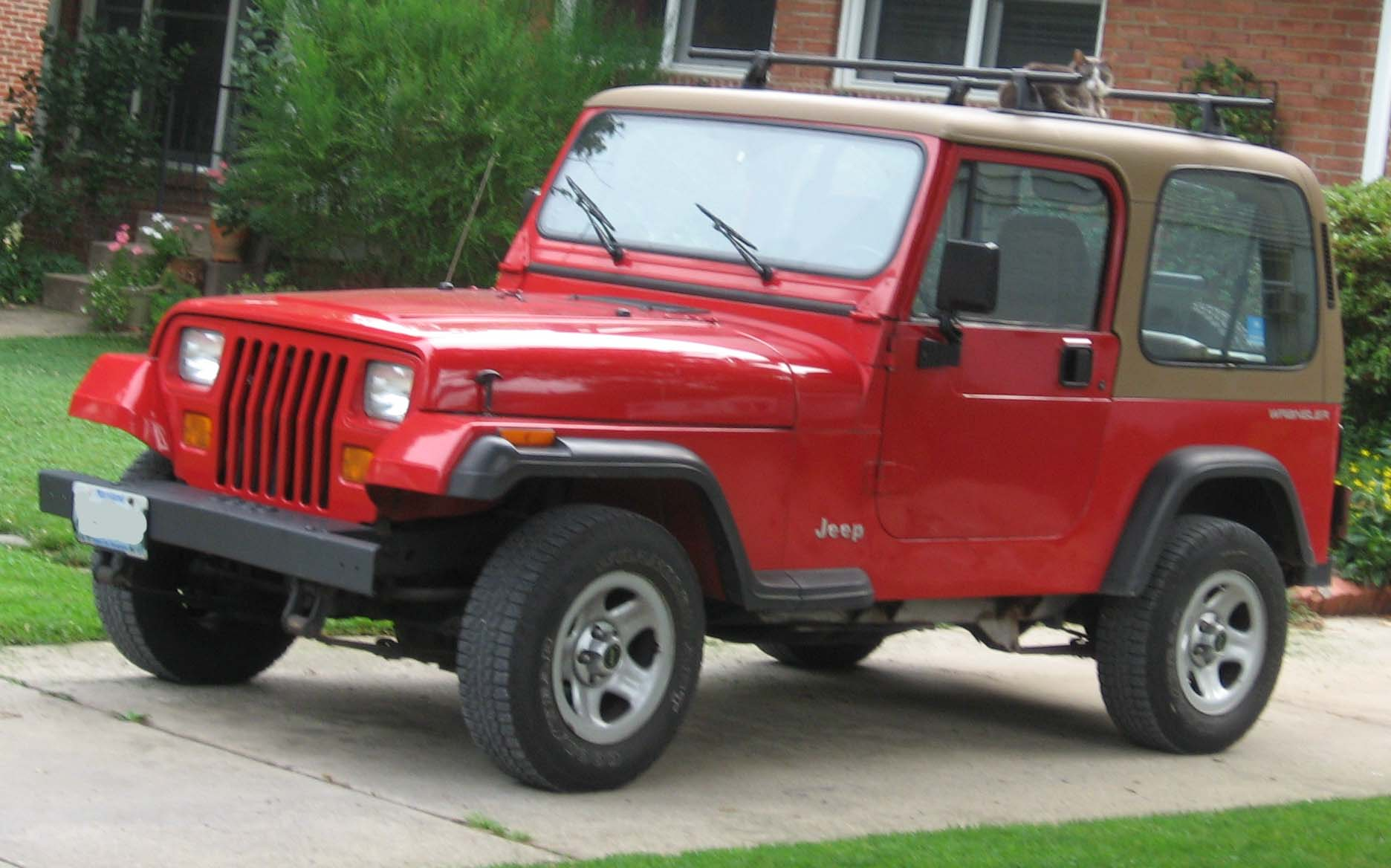
YJ mit Hardtop
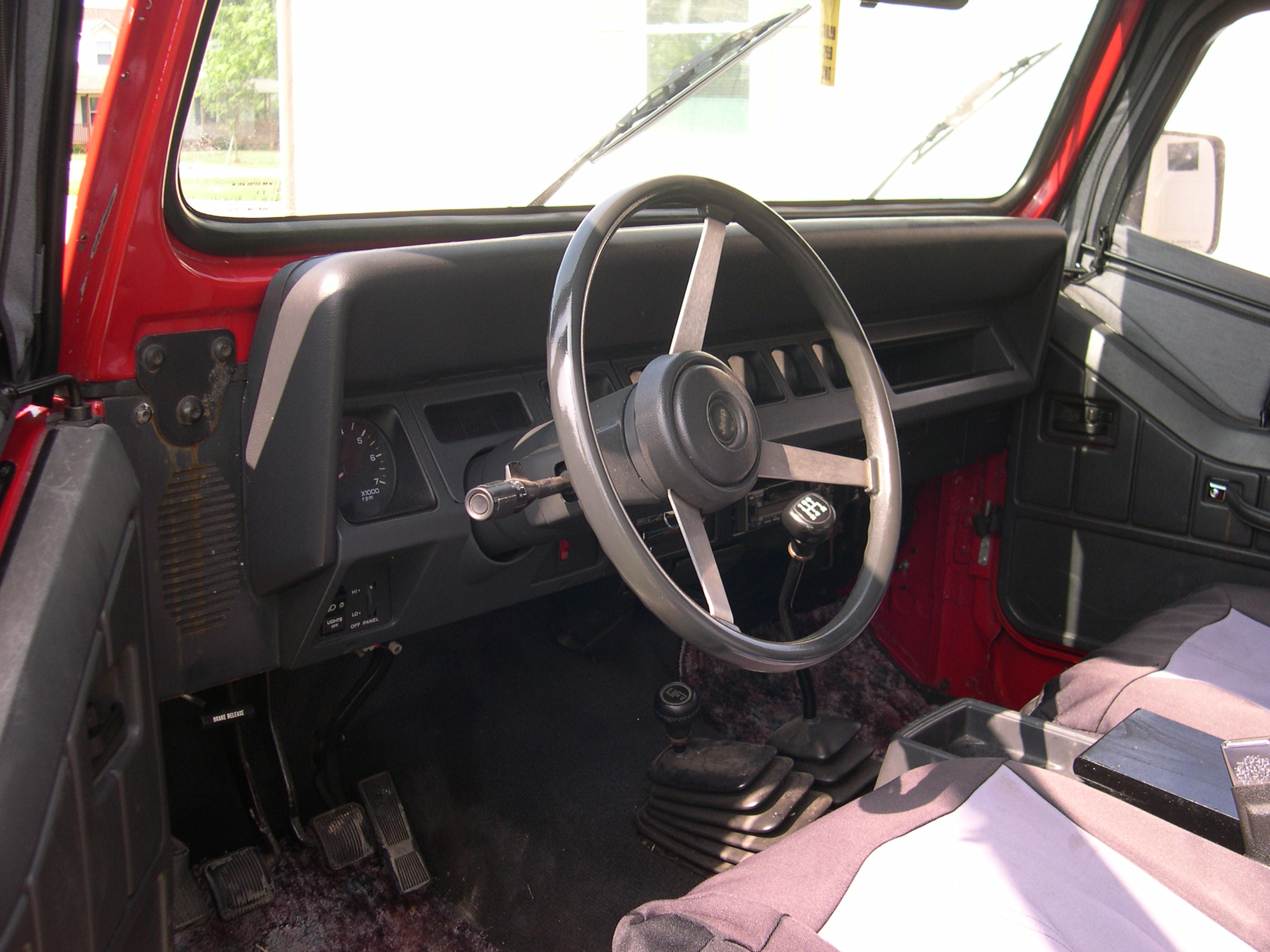
1992 Interieur
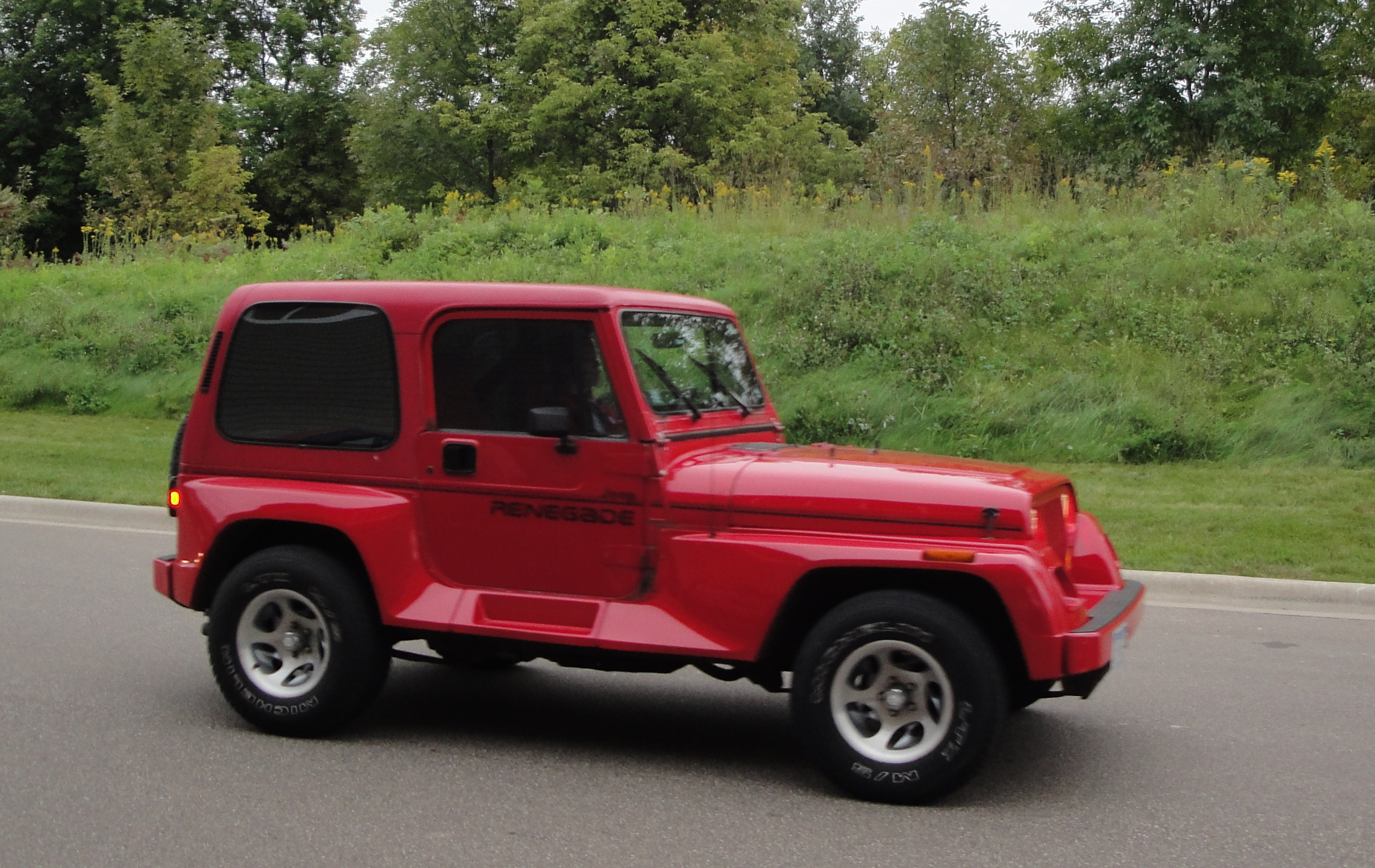
1991 YJ Renegade
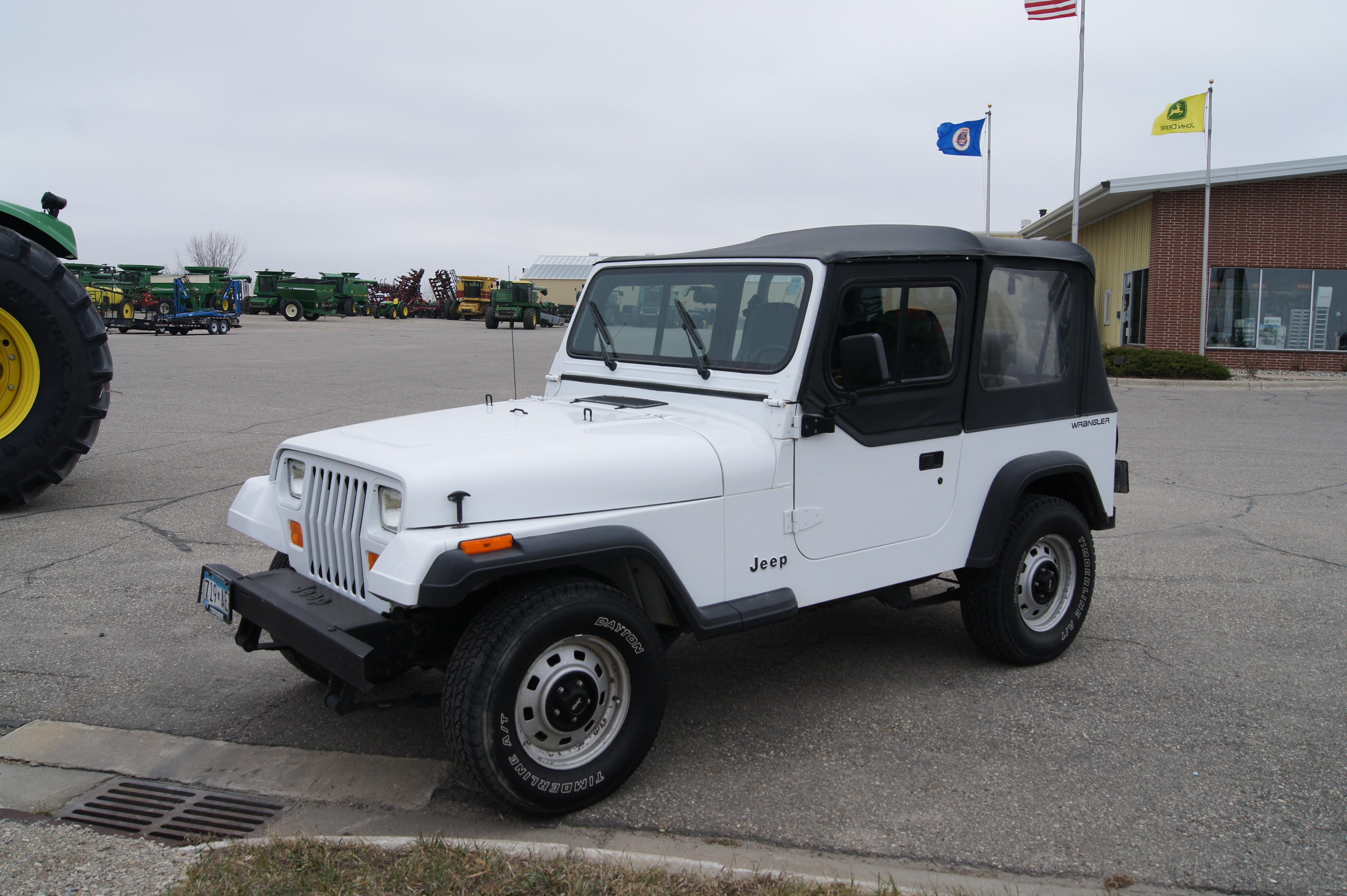
1994 YJ mit Softtop und Stahlhalbtüren
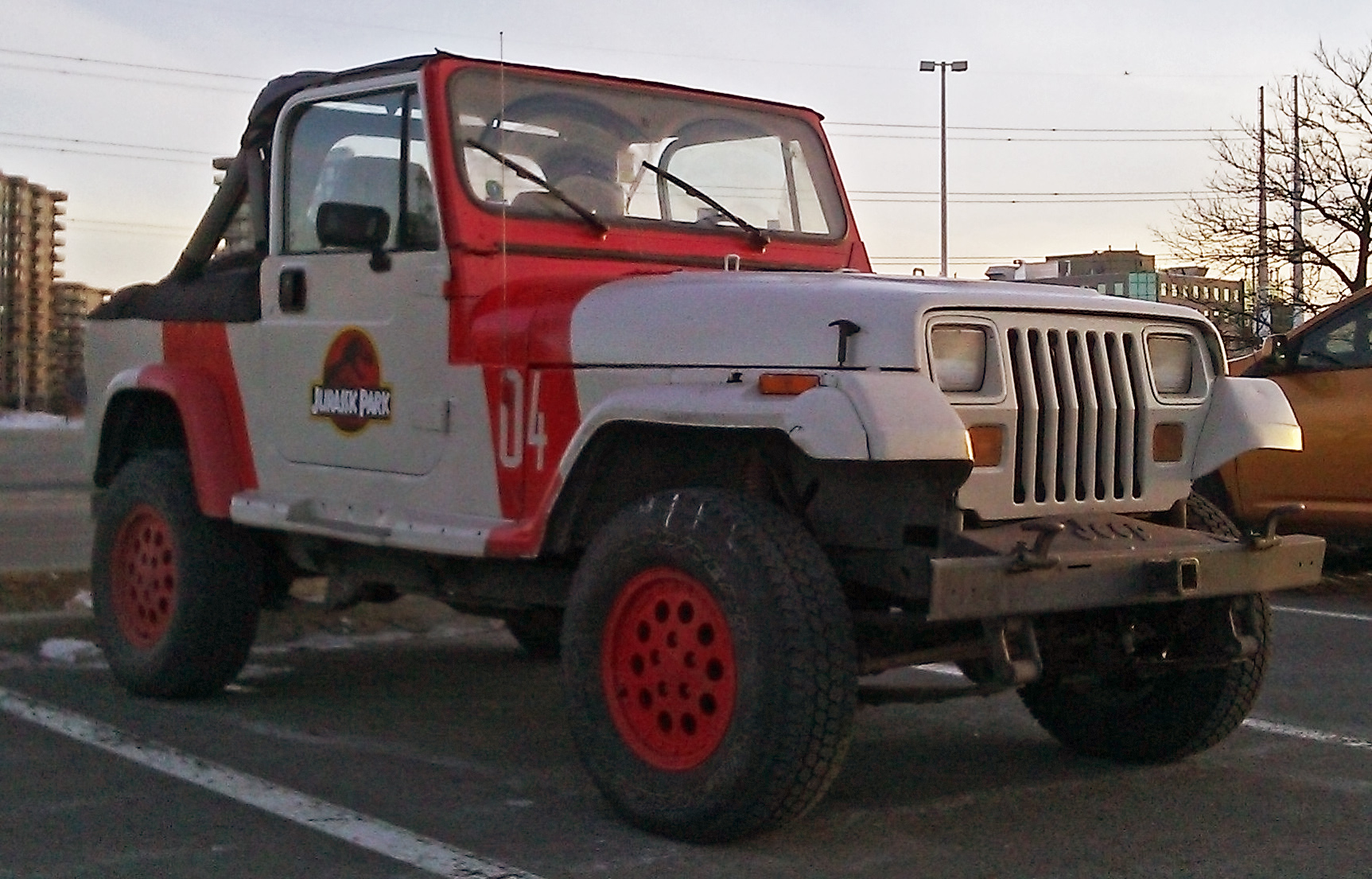
1993 YJ Sondermodell „Jurassic Park“

### Lizenzproduktion
In China wurde der Wrangler YJ von der Beijing Jeep Corporation unter dem Namen Beijing-Jeep BJ 2024 hergestellt und blieb dort bis 2001 im Programm. Aber auch im Iran wurde das Fahrzeug bei der Pars Khodro montiert. Hier wurde das Modell von 1989 bis 1997 allerdings unter dem Namen Jeep Sahara vermarktet.

### Trivia
- Im Kinofilm Jurassic Park von 1993 wurden verschiedene 1992 Wrangler Sahara als Servicefahrzeuge eingesetzt.[2] Später gab es eine gleichnamige Sonderedition.

## Wrangler TJ
Im März 1996 startete in den USA der Verkauf des neuen Jeep Wrangler als Modell TJ. Das neue Modell wurde gegenüber seinem Vorgänger YJ stark weiterentwickelt. Optisch ist er von vorn an den runden Hauptscheinwerfern zu erkennen. Die Blickleuchten sitzen in den Kotflügeln. Die Frontscheibe ist ggü. dem YJ stärker geneigt und die Motorhaube fällt nach vorn etwas mehr ab. Der TJ besitzt einen Kastenprofilrahmen auf dem die Karosserie mittels Silentblöcken aufgeschraubt ist. Anders als vorhergehende Modelle hat er Schraubenfedern. Das neu entwickelte Fahrwerk wird von Jeep Quadra Coil genannt, der Radstand ist gleich geblieben. Wie seine Vorgänge besitzt er Hinterradantrieb und manuell zuschaltbarer Vorderachse. Das Hardtop wurde überarbeitet und ist rund 7,5 kg leichter als beim Vorgänger. Sein Softtop ist leichter aufzubauen, wind- und regendichter und minimiert die Windgeräusche im Vergleich zum YJ. Sein Armaturenbrett ist ähnlich dem des Jeep Cherokee XJ. Erstmal waren im Wrangler Airbags und ABS verfügbar.
Der Serienmotor war bis 2002 der bekannte 2,5-Liter-Vierzylinder-Reihenmotor (150 in3) als Viertakt-Ottomotor mit 90,5 kW (123 PS). In Deutschland wurde der Wrangler TJ zuletzt mit einem 2,4-Liter-Vierzylinder-Reihenmotor oder einem 4,0-Liter-Sechszylinder-Reihenmotor angeboten. Der 2,4 Liter hat eine Leistung von 105 kW (143 PS) und der 4,0 Liter von 130 kW (177 PS). Die Ausstattungslinien nannten sich Sport (2,4 oder 4,0 Liter, beide mit Sechsgangschaltgetriebe) oder Sahara (4,0 Liter mit Schalt- oder Automatikgetriebe). In den USA wurde als Basisversion das Modell SE angeboten. Die Höchstgeschwindigkeit bei den 4,0-Liter-Modellen mit Schaltgetriebe liegt bei 174 km/h, die Automatikversion bringt es auf 170 km/h. Der 2,4 Liter schafft 164 km/h. Bis 2003 hatte das Automatikgetriebe drei Fahrstufen, danach vier.
Im Jahr 2002 wurde die Reihe um den Wrangler X erweitert. Er wurde mit dem 4 Liter ausgeliefert und hat serienmäßig eine Differentialsperre der Hinterachse.
Das Modell Sahara unterschied sich in erster Linie durch eine hochwertigere Ausstattung (z. B. eine serienmäßige Klimaanlage sowie ein besseres Radio- und Soundsystem, hochwertigere Sitzstoffe).
Des Weiteren gab es das Modell Rubicon. Dieses wurde nur in geringer Stückzahl in Europa von Daimler Chrysler importiert. Es besaß ebenfalls den 4,0-Liter-Motor, jedoch mit nur 128 kW (174 PS) und für den europäischen Markt ausschließlich ein 42RLE-Automatikgetriebe. Optisch unterschied sich der nach Deutschland importierte Rubicon durch „Bushwacker“ genannte Kotflügelverbreiterungen, Diamantblech-Schwellerschutz sowie Aluminiumrädern mit 245/75R16 Goodyear Wrangler MTR-Reifen. Die Höchstgeschwindigkeit wurde beim Rubicon auf 148 km/h gedrosselt. Dieses Modell unterschied sich durch nochmals robustere Technik (verstärkte Achsen DANA 44 vorn und hinten mit einer 4,11 Achsübersetzung, Geländereifen etc.) und zuschaltbaren Sperren (genannt Tru-Lok) für die Achsdifferentiale von den Ausführungen Sport und Sahara, die auf DANA 30-Achsen vorn und DANA 35-Achsen hinten stehen und eine 3,53 Achsübersetzung haben. Es besaß jedoch kein ABS, Zentralverriegelung oder elektrische Fensterheber, allerdings serienmäßig vorn und hinten Scheibenbremsen. Als notorischer Schwachpunkt dieses Modells wurde von Fachleuten die Platzierung des Luftkompressors für die Druckluftsperren an der Schutzplatte des Verteilergetriebes angesehen. Durch diese Platzierung war es möglich, dass bei defekten oder undichten Ansaugschläuchen bei Wasserdurchfahrten im aktivierten Zustand der Sperren oder bei deren erster Aktivierung u. U. Wasser angesaugt wird, was die Zerstörung des Kompressors und folglich die Unbrauchbarkeit der Sperren zur Folge hatte. Des Weiteren musste die Schutzplatte des Verteilergetriebes abgesenkt werden, um für die Kompressoren Platz zu schaffen, was beim Überfahren kurzer hoher Hindernisse zum Aufsitzen führte. Diese Manko wurde beim Nachfolgemodell JK beseitigt. Der Rubicon hat darüber hinaus ein anders abgestuftes Verteilergetriebe mit einer Geländeuntersetzung Rock-Trac NV241 von 4:1, die Modelle Sport und Sahara haben eine Geländeuntersetzung von 2,72:1.
Für das Modelljahr 2004 wurde der Unlimited mit 250 mm längerem Radstand eingeführt. Dieser beträgt wie beim CJ-6 und CJ-8 ebenfalls 2626 mm. Inoffiziell wird die Modellreihe LJ genannt. Der längere Rahmen hat einen zusätzlichen Querträger. Auf Grund seiner Länge bietet er ca. 50 mm mehr Beinfreiheit auf den Rücksitzen und rund 300 mm mehr Laderaumlänge. Der TJ Unlimited hat fast die doppelte Anhängelast als der kurze TJ. Zur Standardausstattung gehörten eine Dana 44-Hinterachse mit einer Übersetzung von 3,73 und das Command-Trac NV231-Verteilergetriebe.
Zum Modelljahr 2005 brachte Jeep den Rubicon Unlimited auf den Markt, der den gleichen Radstand wie der normale Unlimited hatte, aber den Antriebsstrang seines kürzeren Rubicon-Geschwisters, einschließlich der Dana 44-Vorder- und -Hinterachsen und dem Rock-Trac NV241-Allradantriebssystem, einem Sechsgang-Schaltgetriebe oder dem optionalen Viergang-Automatikgetriebe.

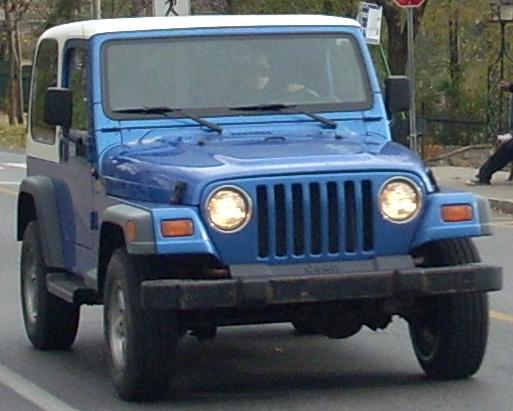
1997–2003 US-Version mit Stoßstangenecken
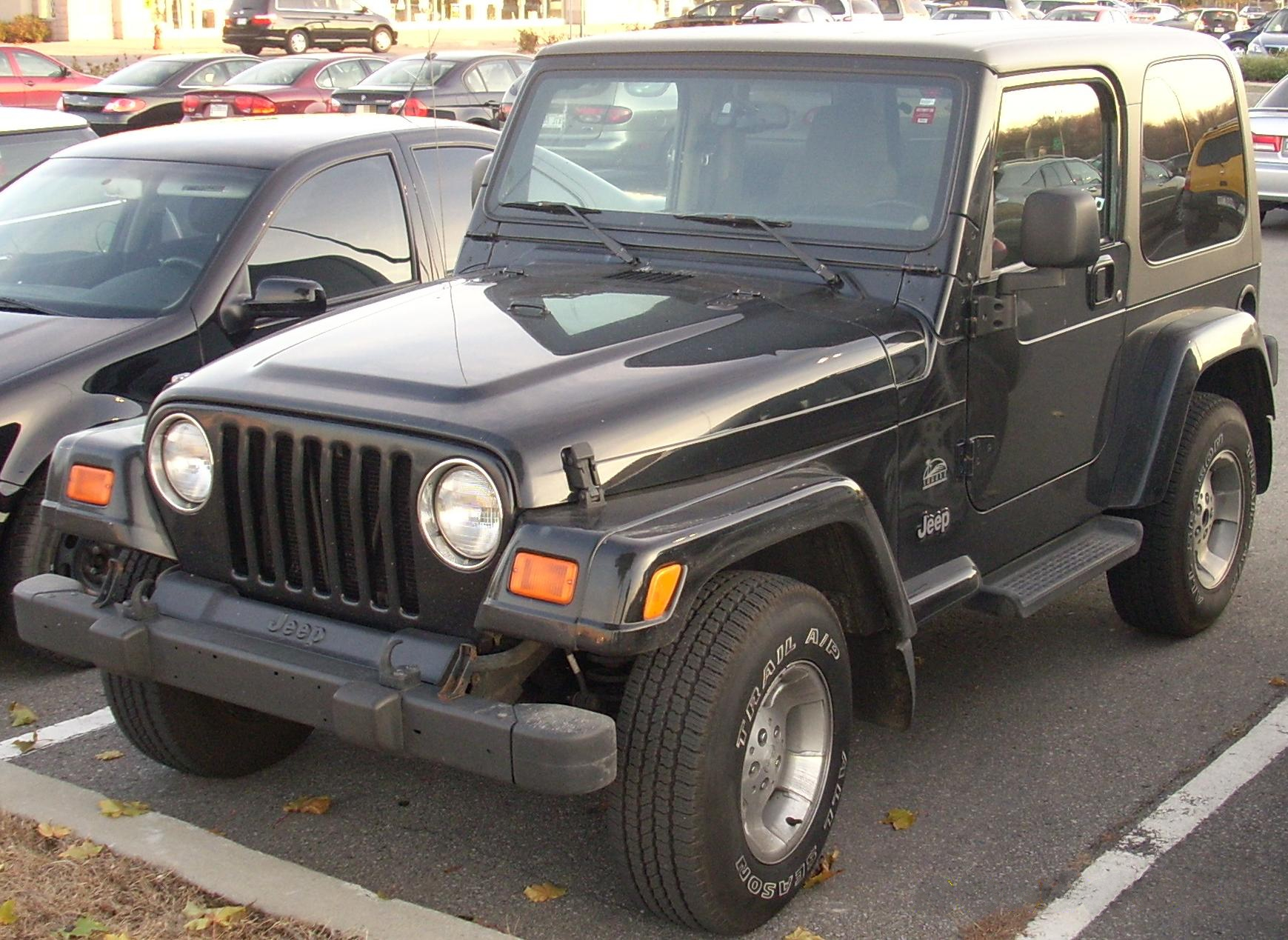
2004–2006 Frontansicht
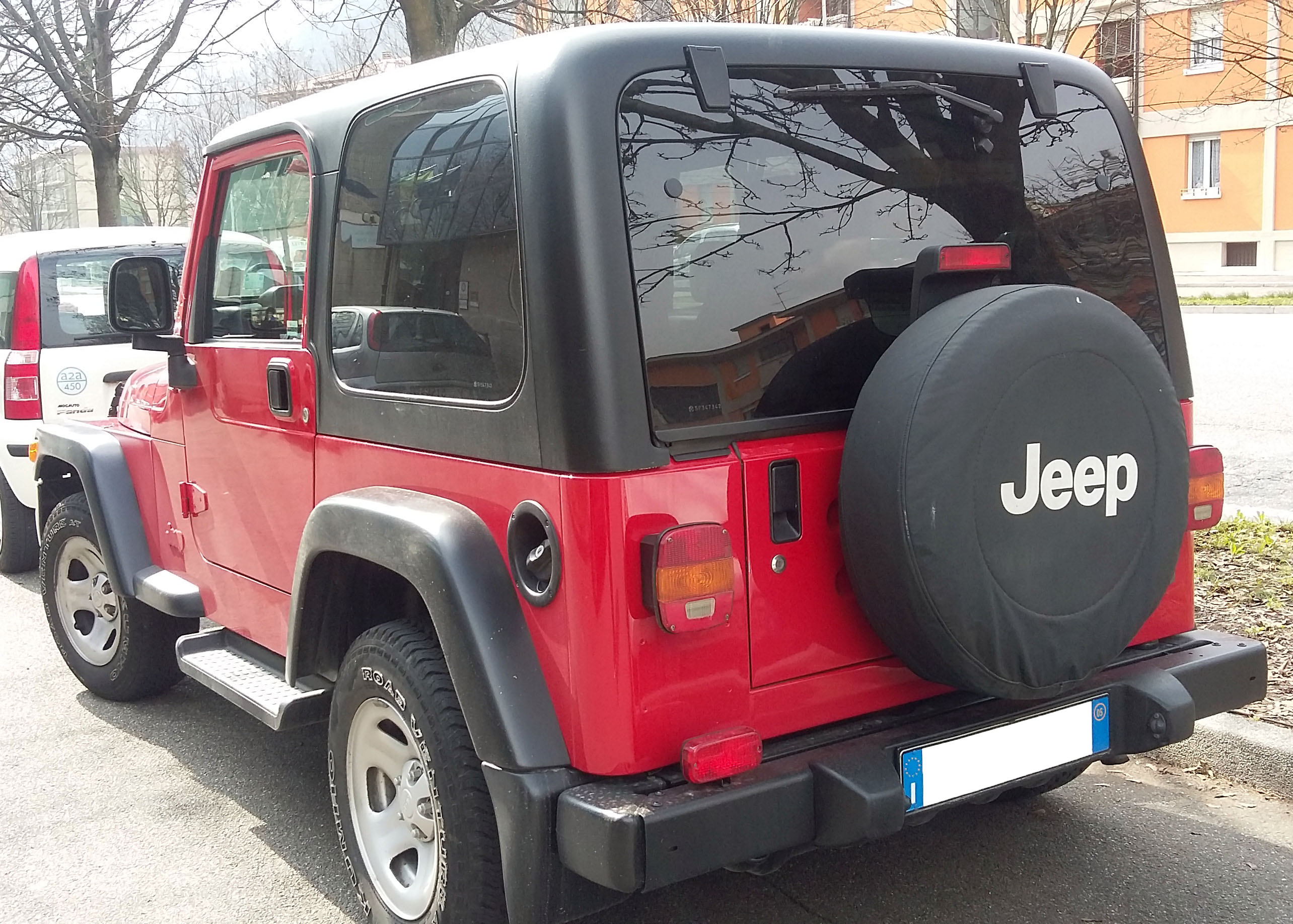
Heckansicht mit Hardtop
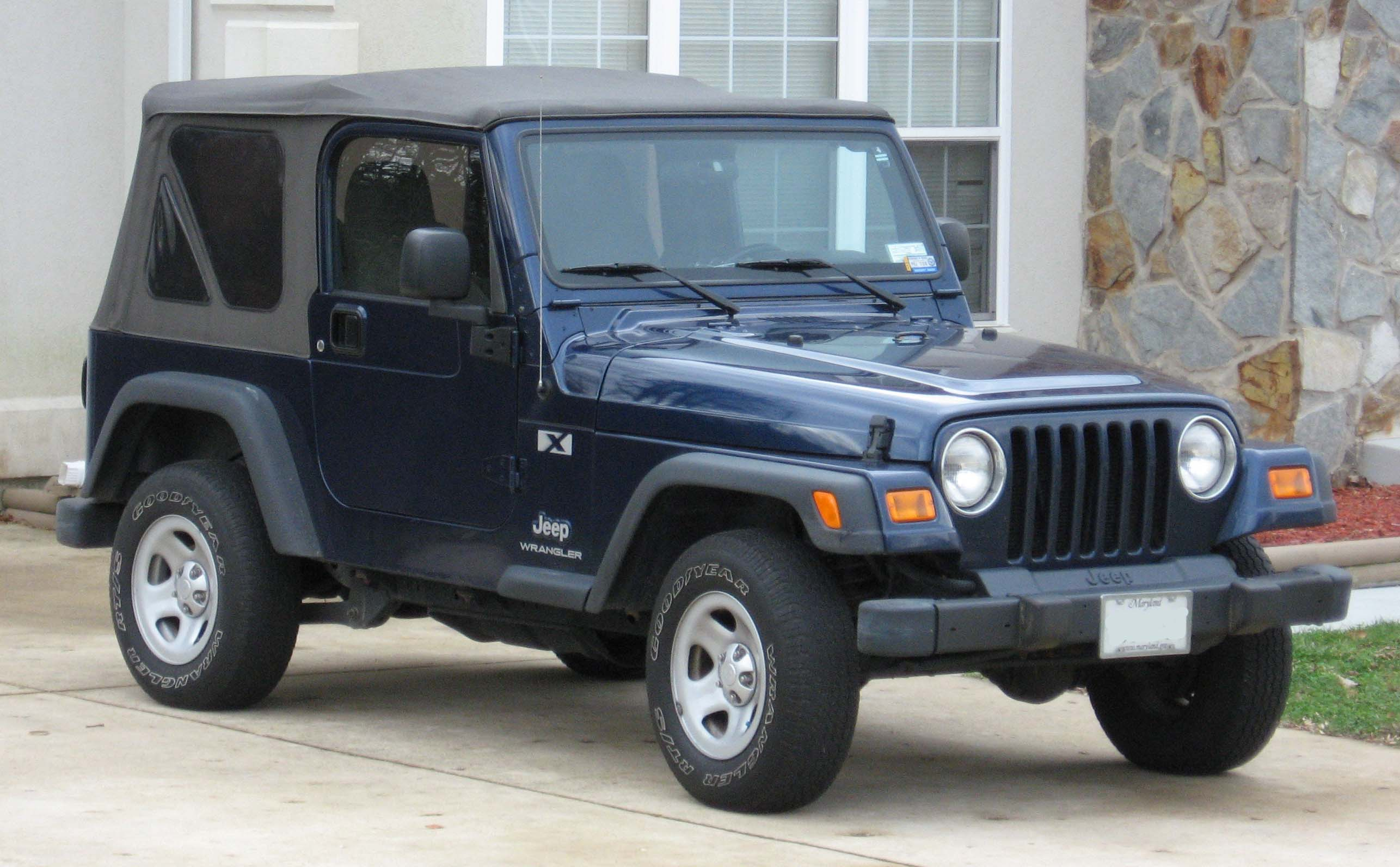
Mit geschlossenem Stoffverdeck
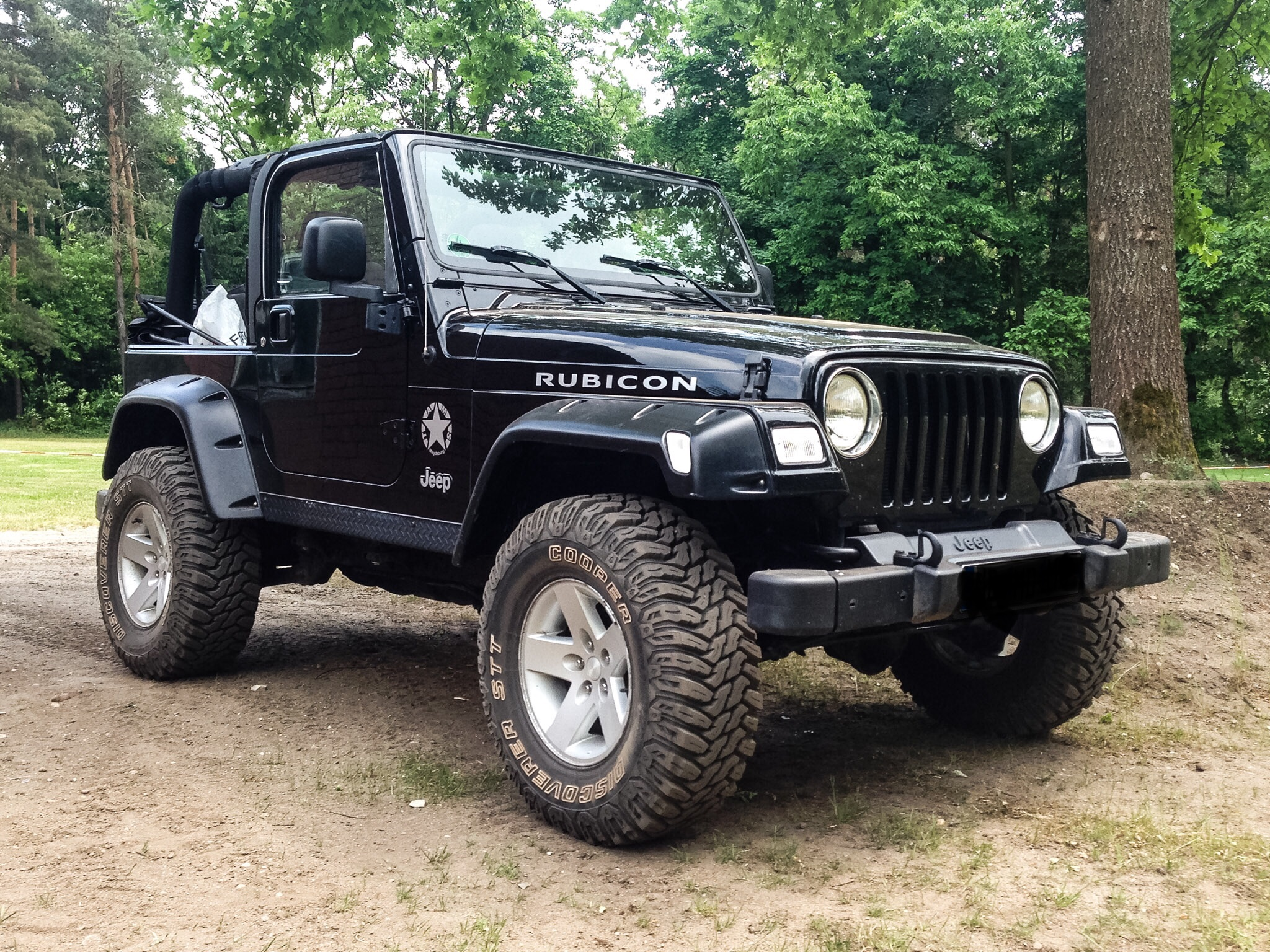
2004 Rubicon mit offenem Verdeck
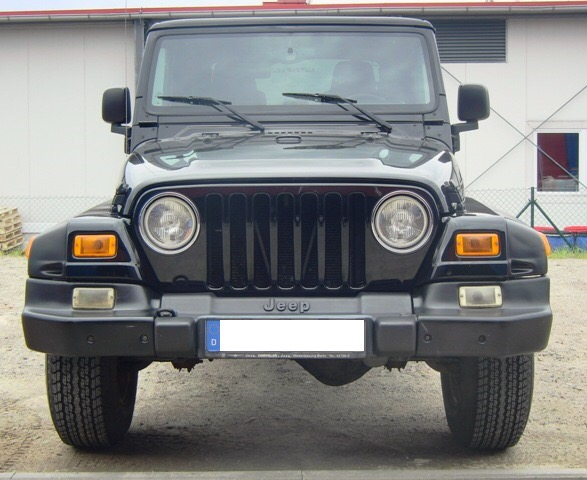
2004 Rubicon originale Front für Deutschland
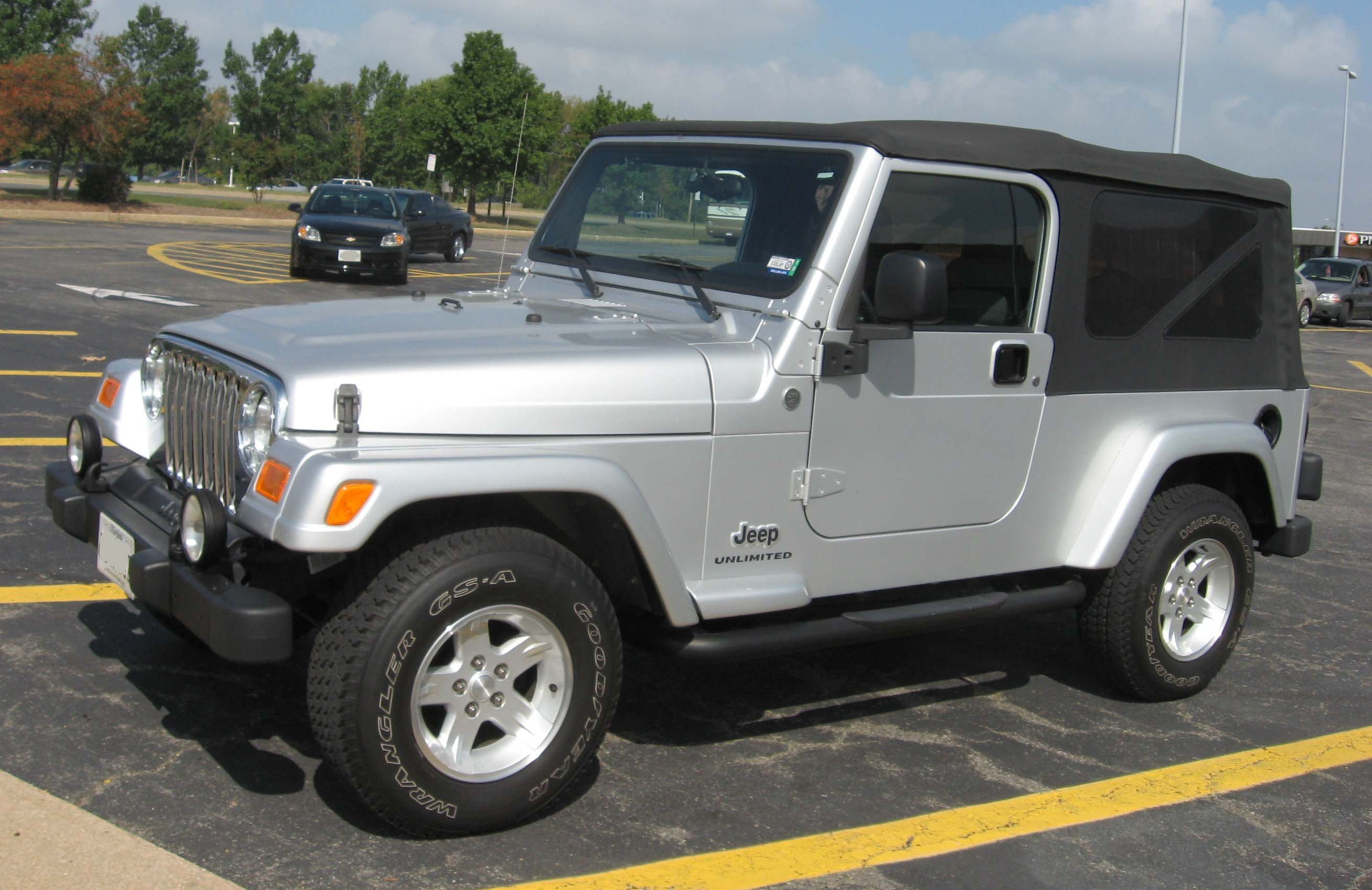
2004 Unlimited

### Lizenzproduktion
Auf Basis des Wrangler TJ wurde zwischen 2009 und 2011 in Manila der Dodge Wrangler TJL gefertigt. Dieser ist ein speziell für Wüstengelände konstruierter offener Geländewagen. Eine andere Version, die unter dem Namen Jeep TJL bekannt ist, wurde zwischen 2003 und 2008 von der Arab American Vehicles in Kairo montiert und war speziell für diesen lokalen Markt konzipiert. Zum Einsatz kommt diese Version hauptsächlich beim ägyptischen und türkischen Militär. In der zivilen Nutzung ist der TJL vor allem als Wüstenfahrzeug beliebt.
Im Iran dagegen wurde das Modell wie sein Vorgänger unter dem Modellnamen Jeep Sahara vermarktet, dort aber erst 2002 eingeführt und bis 2006 bei der Pars Khodro montiert.

### Trivia
- In der Dokumentation „Offroad Survivors“ aus den Jahren 2012 und 2013 unternehmen Gary Humphrey und William Wu Expeditionen mit einem roten Wrangler TJ.[5]
- 2003 findet der Wrangler TJ Rubicon Verwendung als Einsatzfahrzeug der Hauptfigur Lara Croft, gespielt von Angelina Jolie, im Kinofilm „Lara Croft: Tomb Raider - Die Wiege des Lebens“.[6] Im gleichen Jahr gab es ein Sondermodell mit dem Namen Wrangler Rubicon Tomb Raider.[7]
- Im Film „Evolution“ von 2001 wird ein roter Wrangler von den zwei Wissenschaftlern Block und Kane sowie dem Feuerwehrmann Grey genutzt.[8]

### Technische Daten
|                                             | 2.5                                         | 2.4                                         | 4.0                                         | 4.0 Automatic                               | 4.0 „RUBICON“                               |
| ------------------------------------------- | ------------------------------------------- | ------------------------------------------- | ------------------------------------------- | ------------------------------------------- | ------------------------------------------- |
| Bauzeit                                     | 1996–2002                                   | 2003–2006                                   | 1996–2006                                   | 1996–2006                                   | 2002–2006                                   |
| Motorkenndaten                              |                                             |                                             |                                             |                                             |                                             |
| Motortyp                                    | 4-Zylinder-Reihen-Ottomotor                 | 4-Zylinder-Reihen-Ottomotor                 | 6-Zylinder-Reihen-Ottomotor                 | 6-Zylinder-Reihen-Ottomotor                 | 6-Zylinder-Reihen-Ottomotor                 |
| Hubraum                                     | 2464 cm³ (150 in3)                          | 2429 cm³ (148,2 in3)                        | 3960 cm³ (242 in3)                          | 3960 cm³ (242 in3)                          | 3960 cm³ (242 in3)                          |
| Bohrung × Hub                               | 98,4 × 80,98 mm (3,88 × 3,19 in)            | 87 × 100 mm (3,41 × 3,97 in)                | 98,45 × 86,69 mm (3,88 × 3,413 in)          | 98,45 × 86,69 mm (3,88 × 3,413 in)          | 98,45 × 86,69 mm (3,88 × 3,413 in)          |
| Verdichtung                                 | 9,13 : 1                                    | 9,5 : 1                                     | 8,75 : 1                                    | 8,75 : 1                                    | 8,75 : 1                                    |
| Gemischaufbereitung                         | Sequentielle Multipoint-Einspritzung        | Sequentielle Multipoint-Einspritzung        | Sequentielle Multipoint-Einspritzung        | Sequentielle Multipoint-Einspritzung        | Sequentielle Multipoint-Einspritzung        |
| max. Leistung bei min−1                     | 87 kW (118 PS) / 5200                       | 105 kW (143 PS) / 5200                      | 130 kW (177 PS) / 4600                      | 130 kW (177 PS) / 4600                      | 128 kW (174 PS) / 4500                      |
| max. Drehmoment bei min−1                   | 186 Nm / 3600                               | 215 Nm / 4000                               | 296 Nm / 3500                               | 296 Nm / 3500                               | 305 Nm / 3800                               |
| Kraftübertragung                            |                                             |                                             |                                             |                                             |                                             |
| Antrieb                                     | Hinterradantrieb, Allradantrieb zuschaltbar | Hinterradantrieb, Allradantrieb zuschaltbar | Hinterradantrieb, Allradantrieb zuschaltbar | Hinterradantrieb, Allradantrieb zuschaltbar | Hinterradantrieb, Allradantrieb zuschaltbar |
| Getriebe                                    | 5-Gang-Schaltgetriebe                       | 5-Gang-Schaltgetriebe                       | 5-Gang-Schaltgetriebe                       | 3-Stufen-Automatikgetriebe                  | 4-Stufen-Automatikgetriebe 1                |
| Geländeuntersetzung                         | 2,72 : 1                                    | 2,72 : 1                                    | 2,72 : 1                                    | 2,72 : 1                                    | 4,0 : 1                                     |
| Messwerte                                   |                                             |                                             |                                             |                                             |                                             |
| Höchstgeschwindigkeit                       | 142 km/h                                    | 164 km/h                                    | 174 km/h                                    | 170 km/h                                    | 148 km/h 2                                  |
| Kraftstoffverbrauch auf 100 km (kombiniert) | 11,2 l Normal                               | 10,4 L Normal                               | 12,7 l Normal                               | 14,2 l Normal                               | 14,3 l Super                                |
| CO2-Emissionen (kombiniert)                 | 275 g/km                                    | 248 g/km                                    | 311 g/km                                    | 350 g/km                                    | 343 g/km                                    |
| Tankinhalt                                  | 72 Liter                                    | 72 Liter                                    | 72 Liter                                    | 72 Liter                                    | 72 Liter                                    |

Quelle: 

## Wrangler JK
Der JK wurde erstmals 2006 auf der North American International Auto Show in Detroit vom Chrysler-Präsidenten Tom LaSorda vorgestellt, der zur Präsentation spektakulär mit einem JK durch eine Glasscheibe fuhr.
Am 21. April 2007 begann der Verkauf des Jeep Wrangler JK. Er wird in zwei Modellvarianten angeboten – als Zweitürer und erstmals als Viertürer mit dem Namenszusatz Unlimited (JKU). Die Grundplattform des Vorgängers TJ wurde durch die verbesserte JK-Plattform ersetzt und bietet nun eine verbesserte Straßenlage auf Asphalt. Dieser Wrangler ist bedeutend länger und breiter als die Vorgängermodelle.

### Versionen
- Variante mit kurzem Radstand und zwei Türen als Sport, Sahara und Rubicon sowie weiteren Sondermodellen oder Editionen
- Variante mit langem Radstand mit vier Türen als Sport, Sahara und Rubicon sowie weiteren Sondermodellen oder Editionen

Der bisher ausschließlich mit Ottomotoren angebotene Wrangler war ab dem JK mit Commonrail-Dieselmotoren verfügbar. Ein Sechsgangschaltgetriebe ist für die 2,8-Liter-Turbodiesel-Varianten Standard (Fünfstufen-Automatik für die Viertürervarianten Sahara und Rubicon in Deutschland). Für den 3,8-Liter-V6-Benziner stand ein Vierstufen-Automatikgetriebe zur Verfügung, das 2012 durch das 5G-TRONIC-Getriebe von Mercedes-Benz ersetzt wurde.
Die Ausstattungsreihe Rubicon ist für den härteren Offroad-Einsatz vorgesehen. Mit verstärkten Achsen sowie einer besseren Gelände-Untersetzung soll er jeder Aufgabe gewachsen sein. Des Weiteren besitzt der Rubicon einen vom Fahrersitz aus durch eine elektrisch verriegelte Muffe teilbaren Stabilisator, der die mögliche Verschränkung der Achsen im Gelände erhöht, sowie elektrisch betätigte Sperren in der Vorder- und Hinterachse. Diese sind ebenfalls vom Cockpit aus zu bedienen. Neu bei allen Ausstattungslinien sind ESP.
In Ägypten wird auch die aktuelle Generation von der Arab American Vehicles dem lokalen Markt angepasst montiert. Zur Wahl steht das dort als Jeep J8 angebotene Modell als Zwei- und als Viersitzer jeweils in einem kurzen oder langen Radstand. Als Motorisierung kommen Vierzylinder-Dieselmotoren des Typs VM 2.8L von VM Motori (Italien) zum Einsatz. Bei einem Hubraum von 2777 cm³ erreicht er eine Leistung von 118 kW (160 PS). Als Jeep TJL-J8 ist das Modell auch als Hardtop-Variante mit abnehmbaren Dach erhältlich.

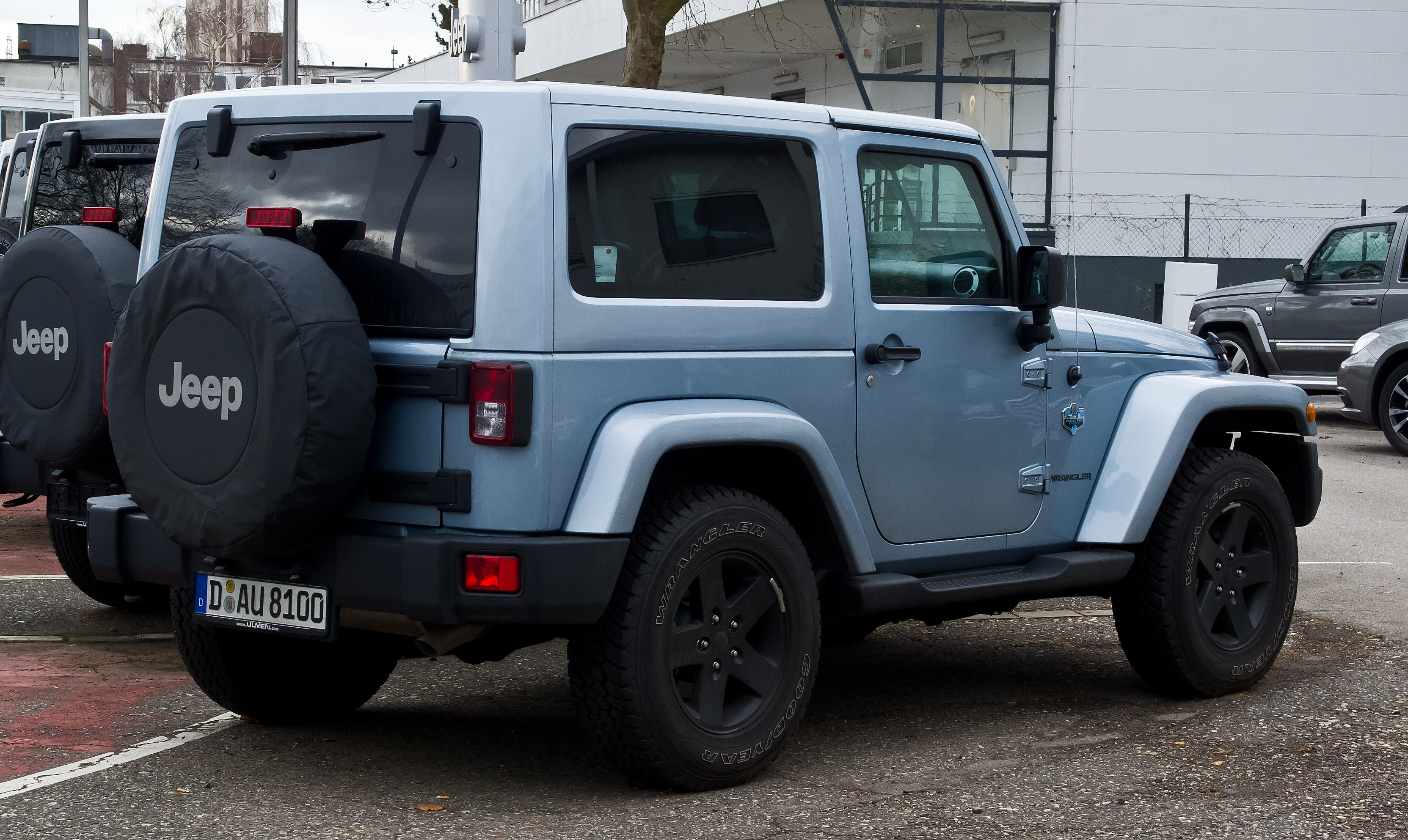
Jeep Wrangler JK, Heck
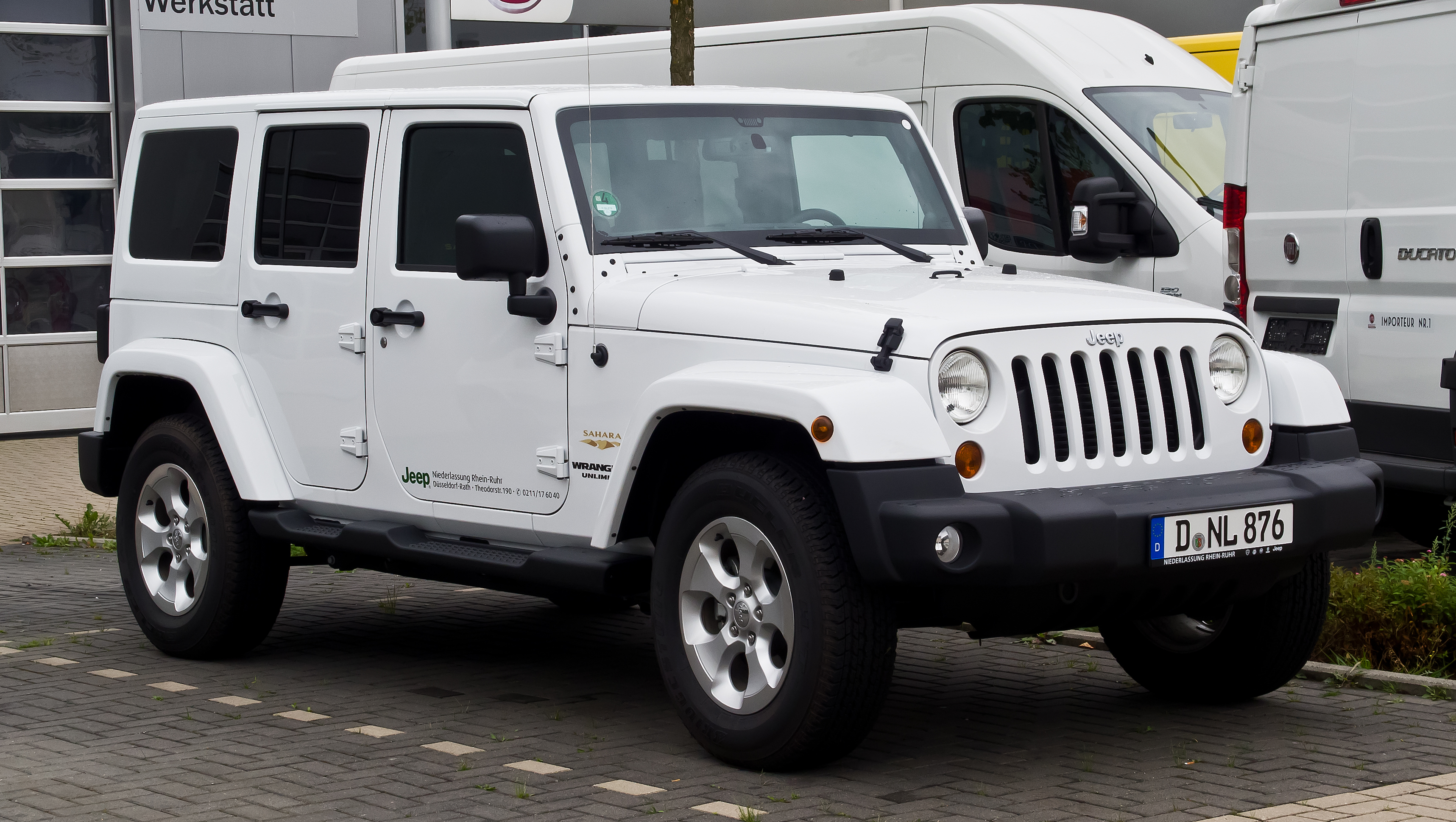
Jeep Wrangler Unlimited JK Sahara
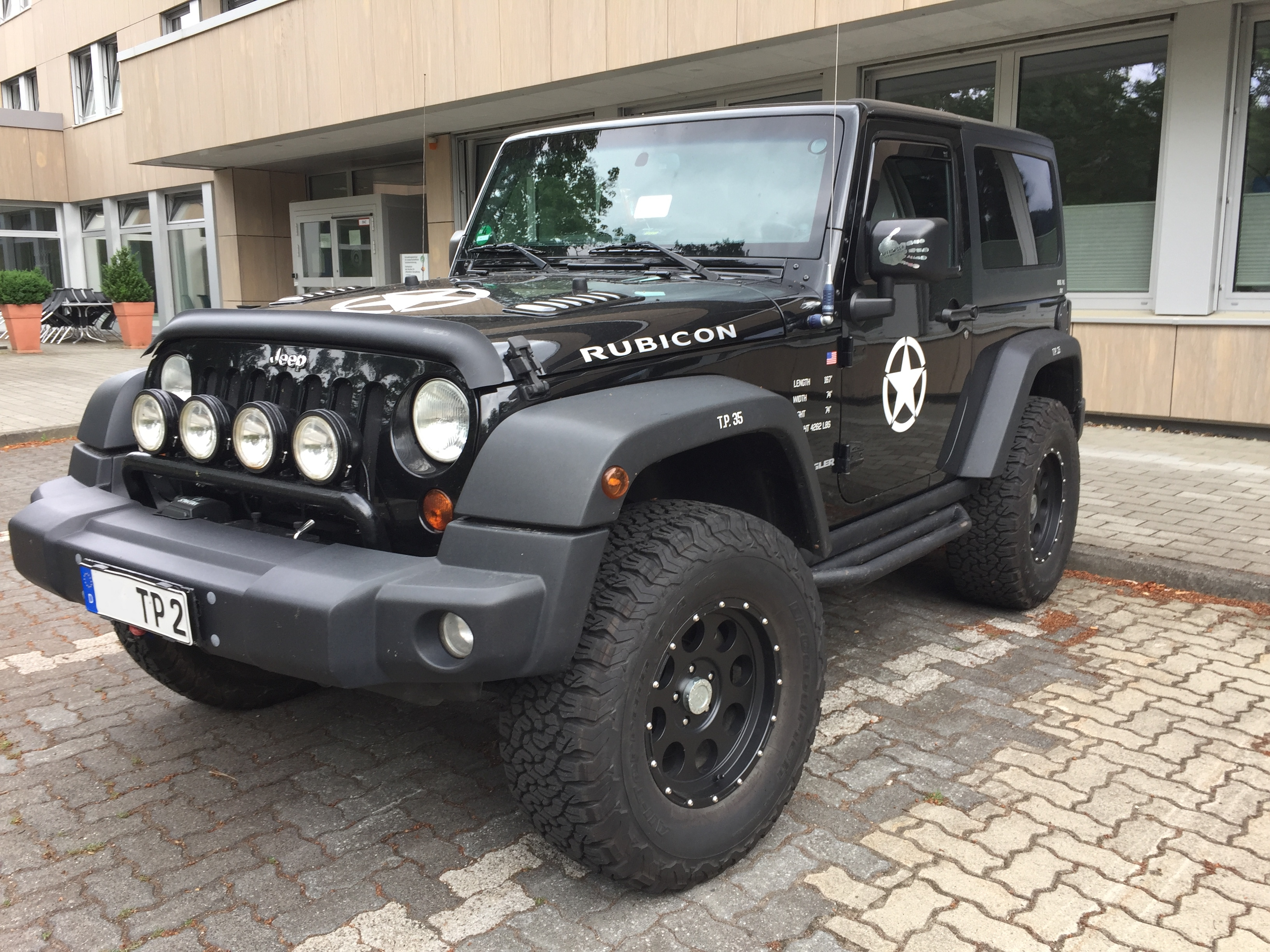
Jeep Wrangler JK Rubicon mit Individualumbauten
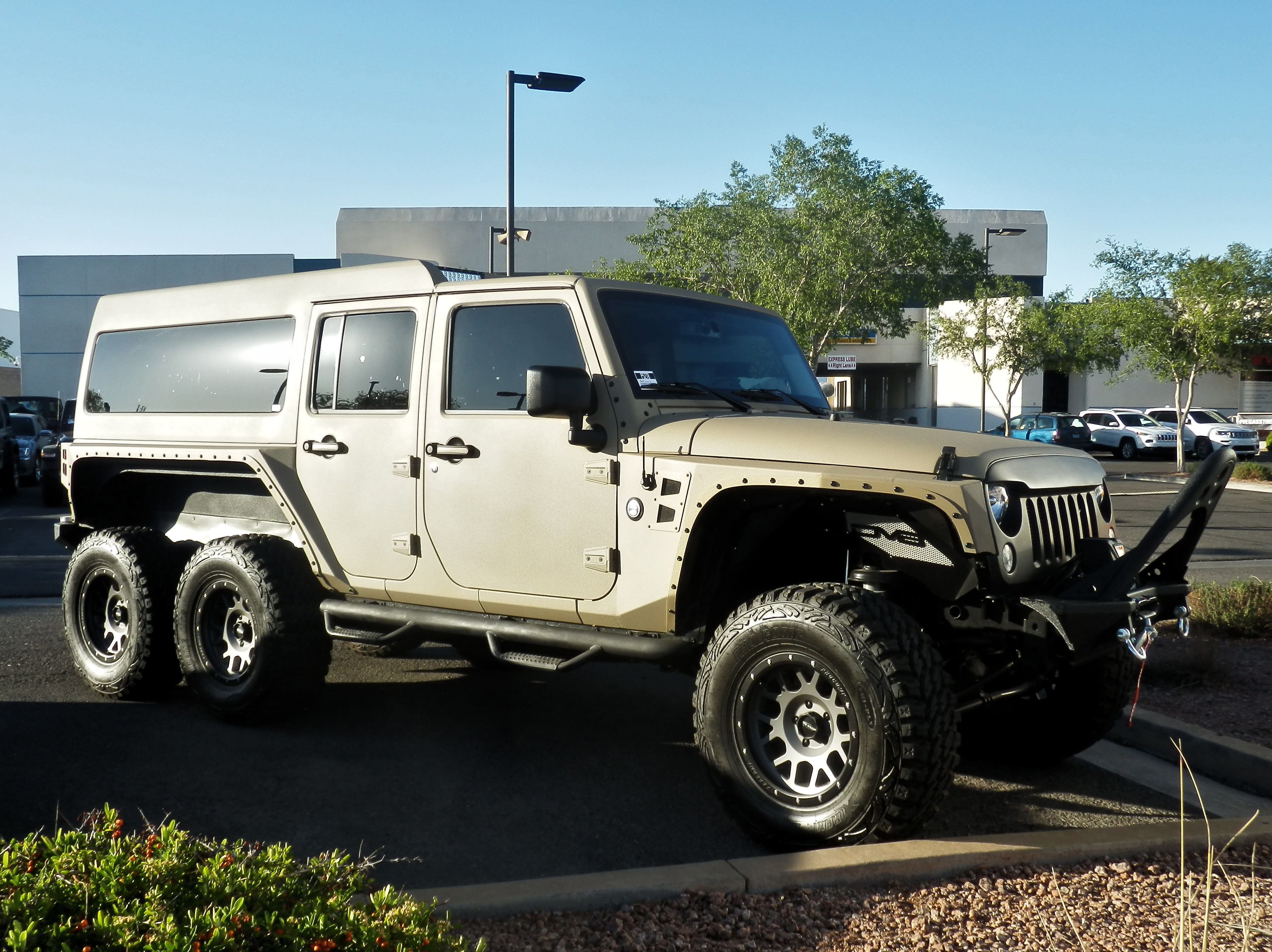
Jeep Wrangler 6×6 (Umbau)

### Technische Daten
|                                             | 3.8                                         | 3.6                                         | 2.8 CRD                                     | 2.8 CRD                                     | 2.8 CRD                                     |
| Bauzeitraum                                 | 04/2007–01/2011                             | 01/2012–2018                                | 04/2007–12/2011                             | 02/2011–03/2015                             | 03/2015–2018                                |
| Motorkenndaten                              |                                             |                                             |                                             |                                             |                                             |
| Motortyp                                    | V6-Ottomotor                                | V6-Ottomotor                                | R4-Dieselmotor                              | R4-Dieselmotor                              | R4-Dieselmotor                              |
| Hubraum                                     | 3778 cm³                                    | 3604 cm³                                    | 2777 cm³                                    | 2777 cm³                                    | 2777 cm³                                    |
| max. Leistung bei min−1                     | 146 kW (199 PS) / 5000                      | 209 kW (284 PS) / 6350                      | 130 kW (177 PS) / 3800                      | 147 kW (200 PS) / 3600                      | 147 kW (200 PS) / 3600                      |
| max. Drehmoment bei min−1                   | 315 Nm / 4000                               | 347 Nm / 4300                               | 410 Nm / 2000                               | 410 Nm / 2600–3200                          | 460 Nm / 1600–2600                          |
| Kraftübertragung                            |                                             |                                             |                                             |                                             |                                             |
| Antrieb                                     | Hinterradantrieb, Allradantrieb zuschaltbar | Hinterradantrieb, Allradantrieb zuschaltbar | Hinterradantrieb, Allradantrieb zuschaltbar | Hinterradantrieb, Allradantrieb zuschaltbar | Hinterradantrieb, Allradantrieb zuschaltbar |
| Getriebe, serienmäßig                       | 6-Gang-Schaltgetriebe                       | 5-Stufen-Automatikgetriebe                  | 6-Gang-Schaltgetriebe                       | 6-Gang-Schaltgetriebe                       | 5-Stufen-Automatikgetriebe                  |
| Getriebe, optional                          | 4-Stufen-Automatikgetriebe                  | –                                           | 5-Stufen-Automatikgetriebe                  | 5-Stufen-Automatikgetriebe                  | –                                           |
| Messwerte                                   |                                             |                                             |                                             |                                             |                                             |
| Höchstgeschwindigkeit                       | 180 km/h [176 km/h]                         | 180 km/h                                    | 172 km/h                                    | 172 km/h                                    | 172 km/h                                    |
| Beschleunigung, 0–100 km/h                  | 9,6 s                                       | 8,1–8,9 s                                   | 11,2 s                                      | 11,7 s                                      | 10,7 s                                      |
| Kraftstoffverbrauch auf 100 km (kombiniert) | 11,5 l Normal                               | 11,0–11,9 l Super                           | 8,1 l Diesel                                | 7,1–8,1 l Diesel                            | 8,1–8,6 l Diesel                            |
| CO2-Emissionen (kombiniert)                 | 273 g/km                                    | 256–276 g/km                                | 214 g/km                                    | 187–209 g/km                                | 213–227 g/km                                |

- Werte in eckigen Klammern stehen für Automatik.

### 10th Anniversary Edition
Ab August 2013 wurde der Wrangler Rubicon als „10th Anniversary Edition“ angeboten. Das Sondermodell war als Zweitürer sowie in der Langversion „Wrangler Unlimited“ zu haben. Als Motorisierung dienen der 209 kW (284 PS) starke V6-Ottomotor und der 4-Zylinder-Diesel mit 147 kW (200 PS).

### Wrangler JK Unlimited
Der Wrangler Unlimited ist der erste viertürige Wrangler. Laut Marketing-Abteilung des Herstellers soll er trotz seiner um 523 mm gewachsenen Länge und eines Radstands von 2945 mm dem Zweitürer in Sachen Geländetauglichkeit in nichts nachstehen. Die Böschungswinkel sind identisch, der Rampenwinkel jedoch aufgrund des längeren Radstandes niedriger (20,8° statt 25,1°).
Die Motorisierungen des JK Unlimited sind identisch mit denen der zweitürigen Varianten, der Tankinhalt wurde vergrößert. Die maximale Anhängelast beim viertürigen Modell, ist zumindest in den höheren Ausstattungslinien, größer.

### Trivia
Im Film „Battleship“ von 2012 werden Wrangler JKU als Polizeifahrzeuge eingesetzt. Im Verlauf der Handlung werden zwei Fahrzeuge vollständig zerstört.

Auf einer Verfolgung im Film „Marvel’s The Avengers“ von 2012 wird ein Wrangler JKU verwendet.

## Wrangler JL
Die vierte Generation des Wrangler trägt den Produktcode JL, sie wurde auf der LA Auto Show im November 2017 vorgestellt. Wie der Vorgänger ist der JL als Dreitürer oder als verlängerter Fünftürer (wieder Unlimited genannt) erhältlich, sowie mit unterschiedlichen Dachvariationen: Ein Hardtop genanntes festes aber ebenfalls abnehmbares Dach, ein Stoffverdeck als Softtop oder als Dual-Top, wobei das Hardtop montiert ist und das Stoffverdeck beim Kauf im Fahrzeug liegt.
Im Jahr 2018 wurde der Wrangler vom Euro NCAP auf die Fahrzeugsicherheit getestet. Das Fahrzeug erhielt lediglich einen von fünf möglichen Sternen.
Die neue Generation soll deutlich leichter als der Vorgänger sein, auch dank der Verwendung von Aluminium für einige Karosserieteile. Chrysler gibt bis zu 100 kg Gewichtsersparnis an. Als Antriebe kommen Vierzylinder-Reihenmotoren- und V6-Ottomotoren sowie ein V6-Diesel zum Einsatz. Die Sechszylindermotoren und das Achtgangautomatikgetriebe, ein Lizenzbau von ZF, werden aus dem Jeep Grand Cherokee WK2 übernommen.
In Europa kamen zunächst nur ein Zweiliter-Ottomotor mit vier Zylindern und 200 kW (272 PS) sowie ein 2,2-Liter Vierzylinder-Turbodiesel mit 147 kW (200 PS) zum Einsatz.
Mitte Juli 2020 präsentierte Jeep mit dem Wrangler Rubicon 392 Concept eine Studie mit dem 6,4-Liter-Chrysler-HEMI-V8-Ottomotor. Das 346 kW (470 PS) starke Serienmodell stellte Jeep Mitte November 2020 vor. Es wird ausschließlich in Nordamerika verkauft.
Eine 4xe genannte Version mit Plug-in-Hybrid-Antrieb wurde Anfang September 2020 vorgestellt. Ein Zweiliter-Ottomotor erreicht in Kombination mit Elektromotoren eine Systemleistung von 280 kW (381 PS). Die elektrische Reichweite gibt Jeep mit 40 km an. Der Marktstart fand Mitte 2021 auch in Europa statt.
Auf der New York International Auto Show im April 2023 präsentierte Jeep eine überarbeitete Version des Wrangler.
Der Pick-up Jeep Gladiator ist bis zur B-Säule baugleich zum Wrangler. Der im September 2022 vorgestellte Jeep Recon ist ein Elektroauto, das vom Wrangler inspiriert ist, ihn aber nicht ersetzen soll.

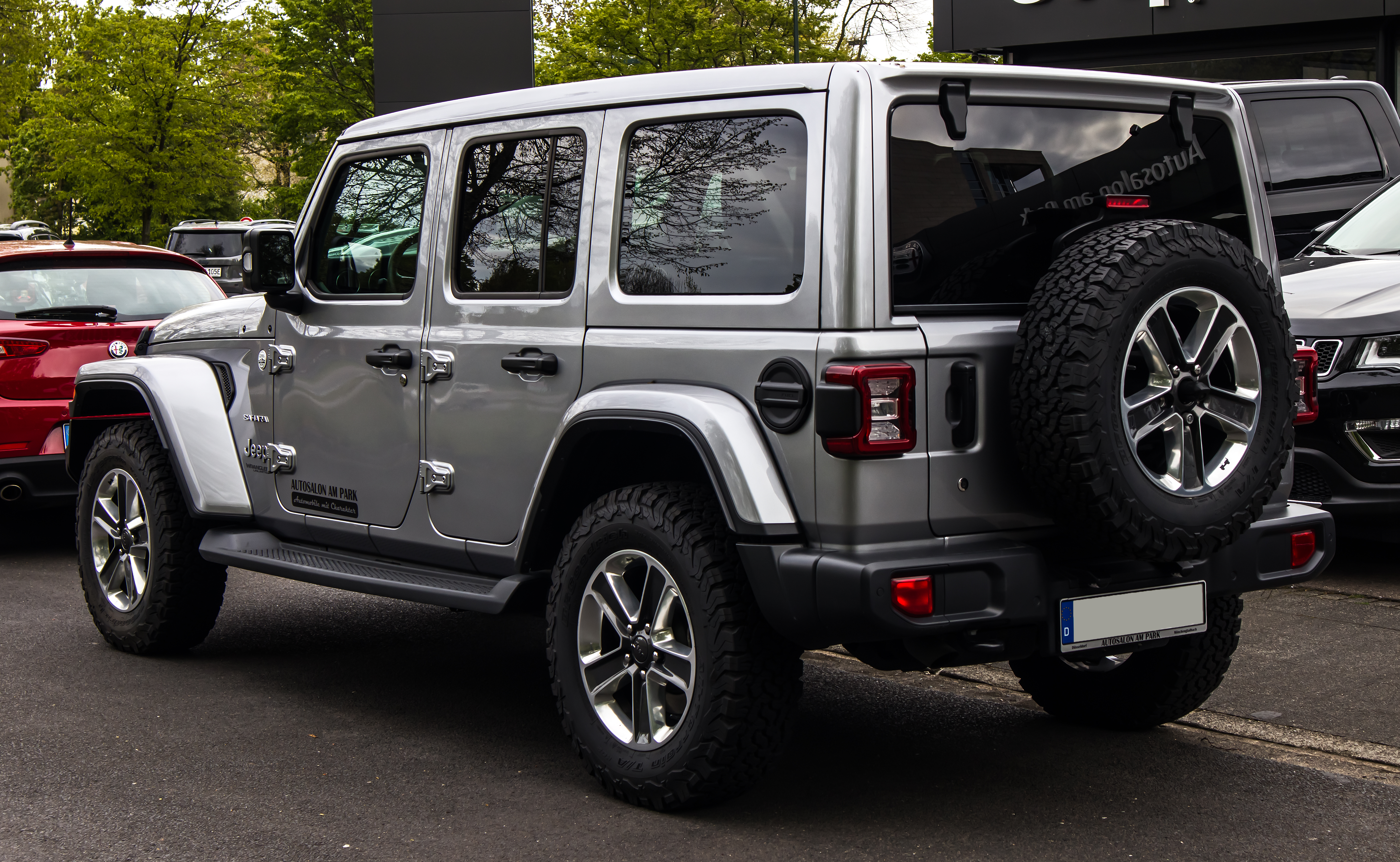
Heckansicht
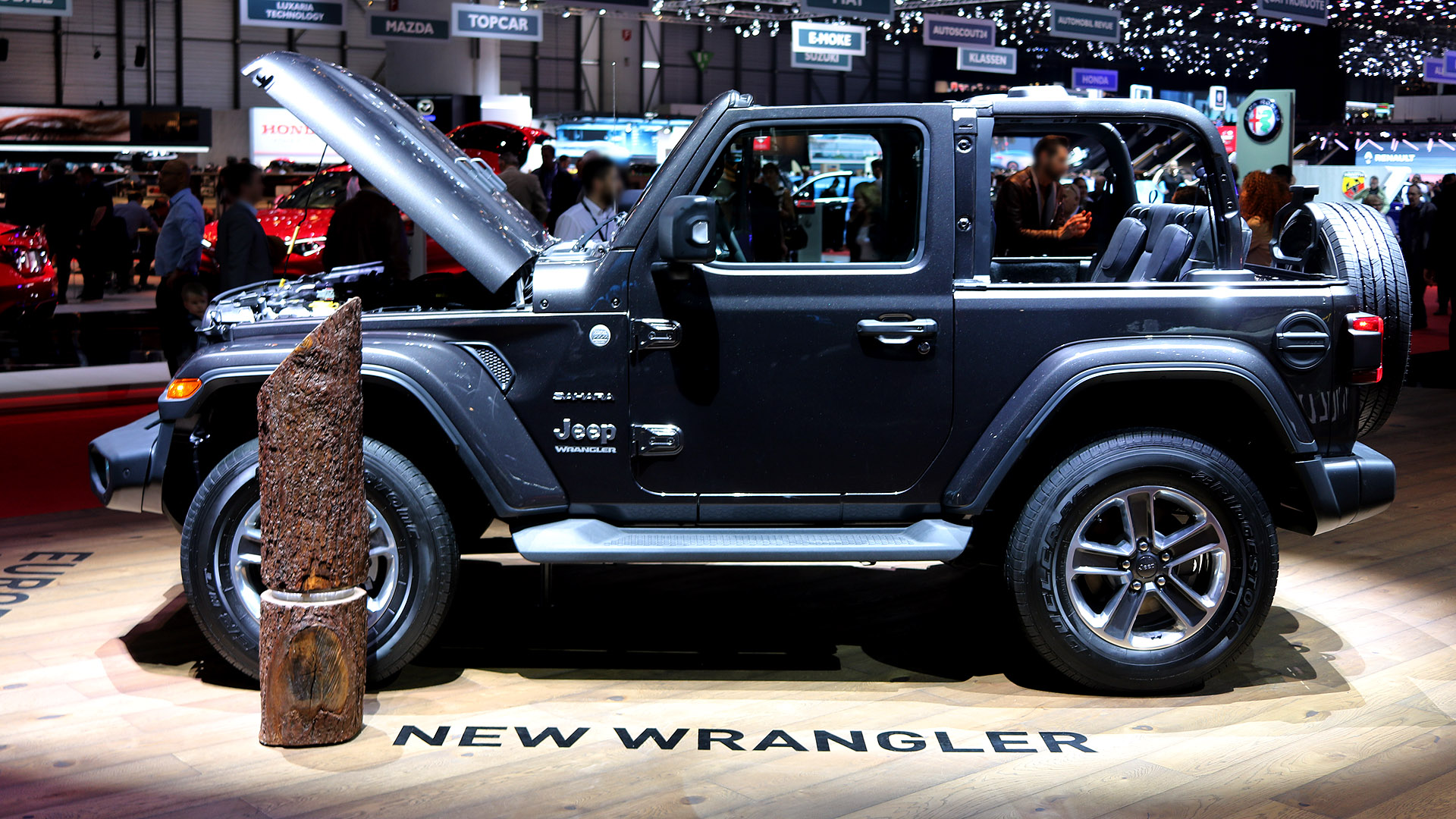
Jeep Wrangler Sahara
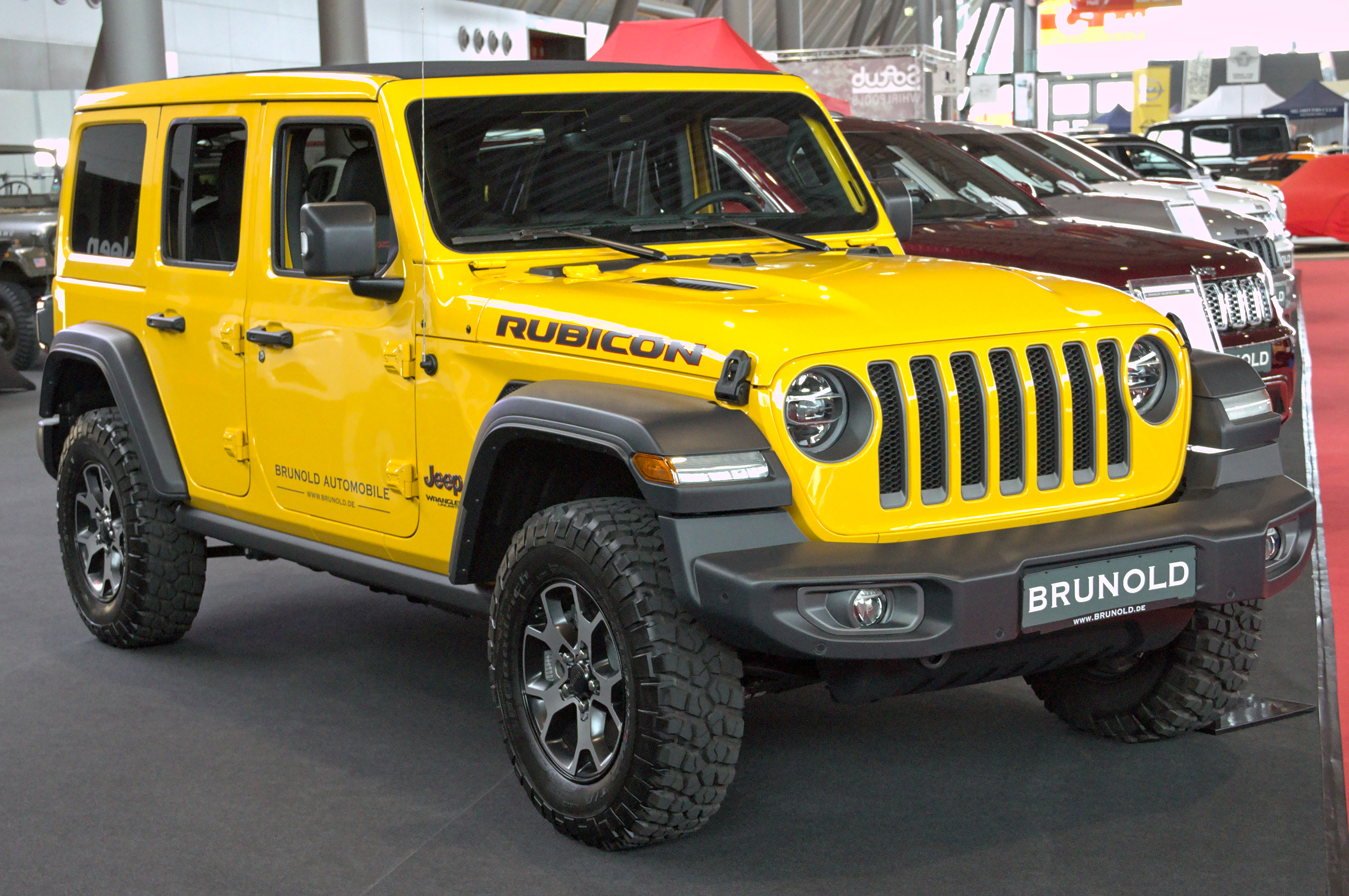
Jeep Wrangler Unlimited Rubicon
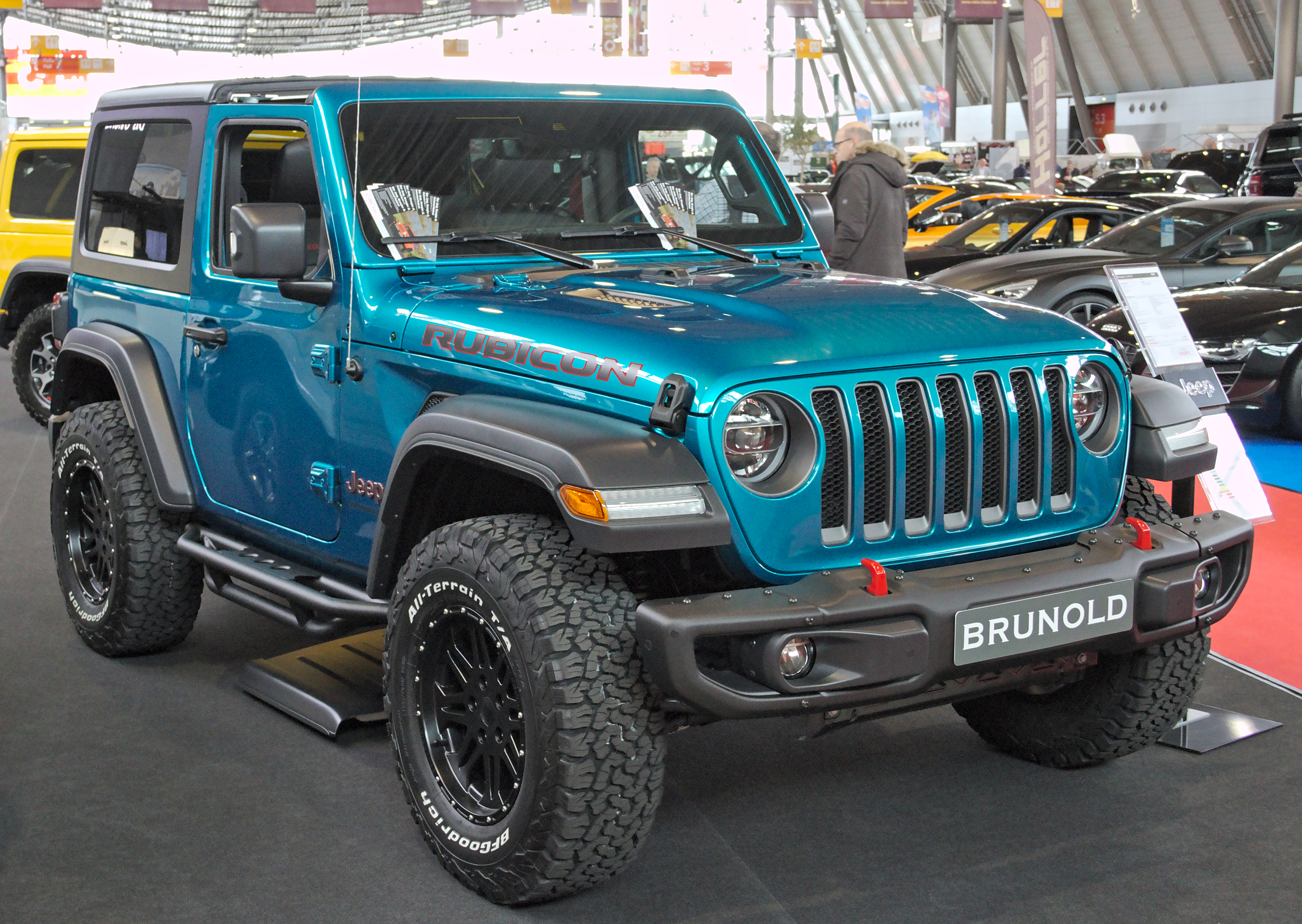
Jeep Wrangler Rubicon
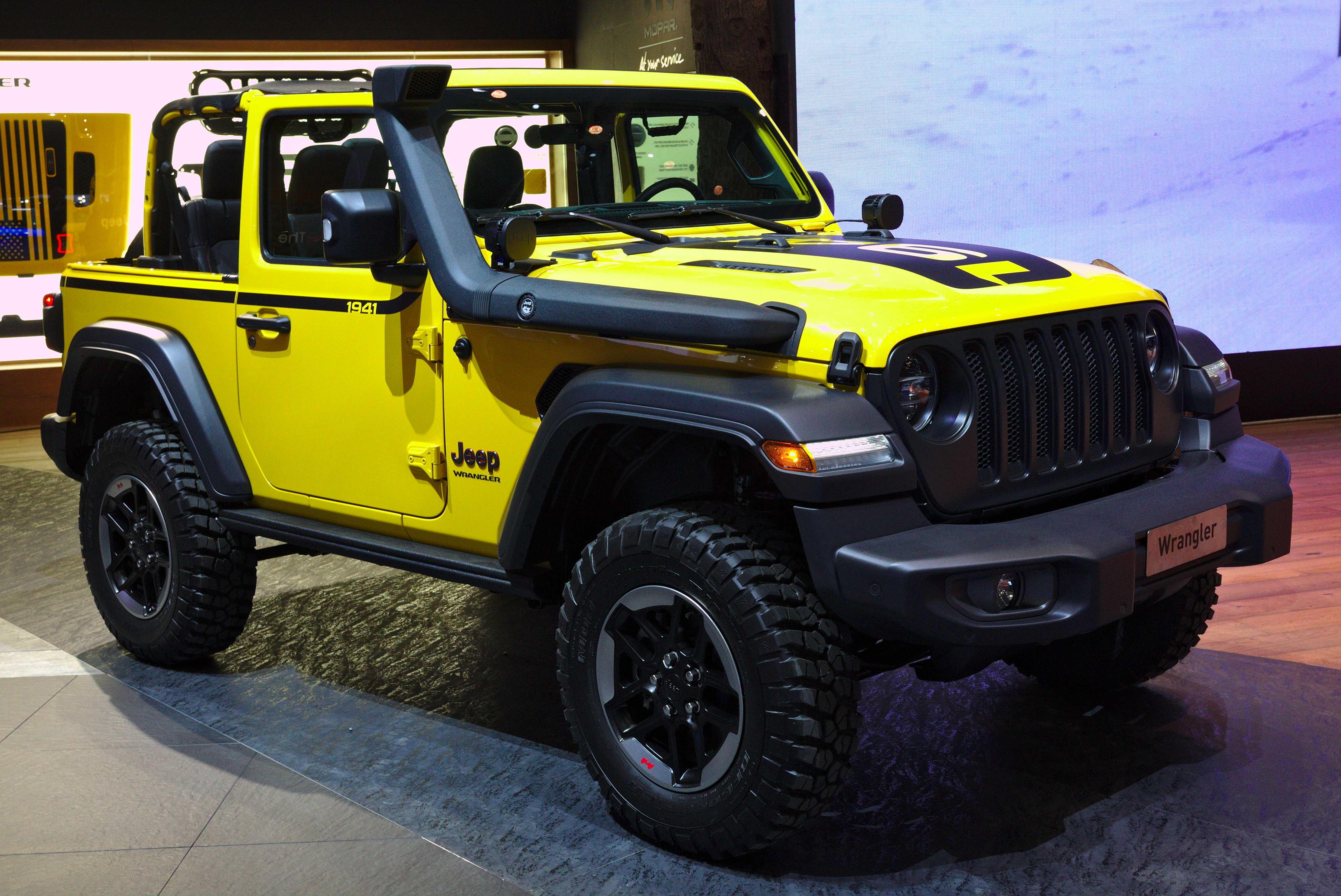
Jeep Wrangler Mopar, Genfer Auto-Salon 2019
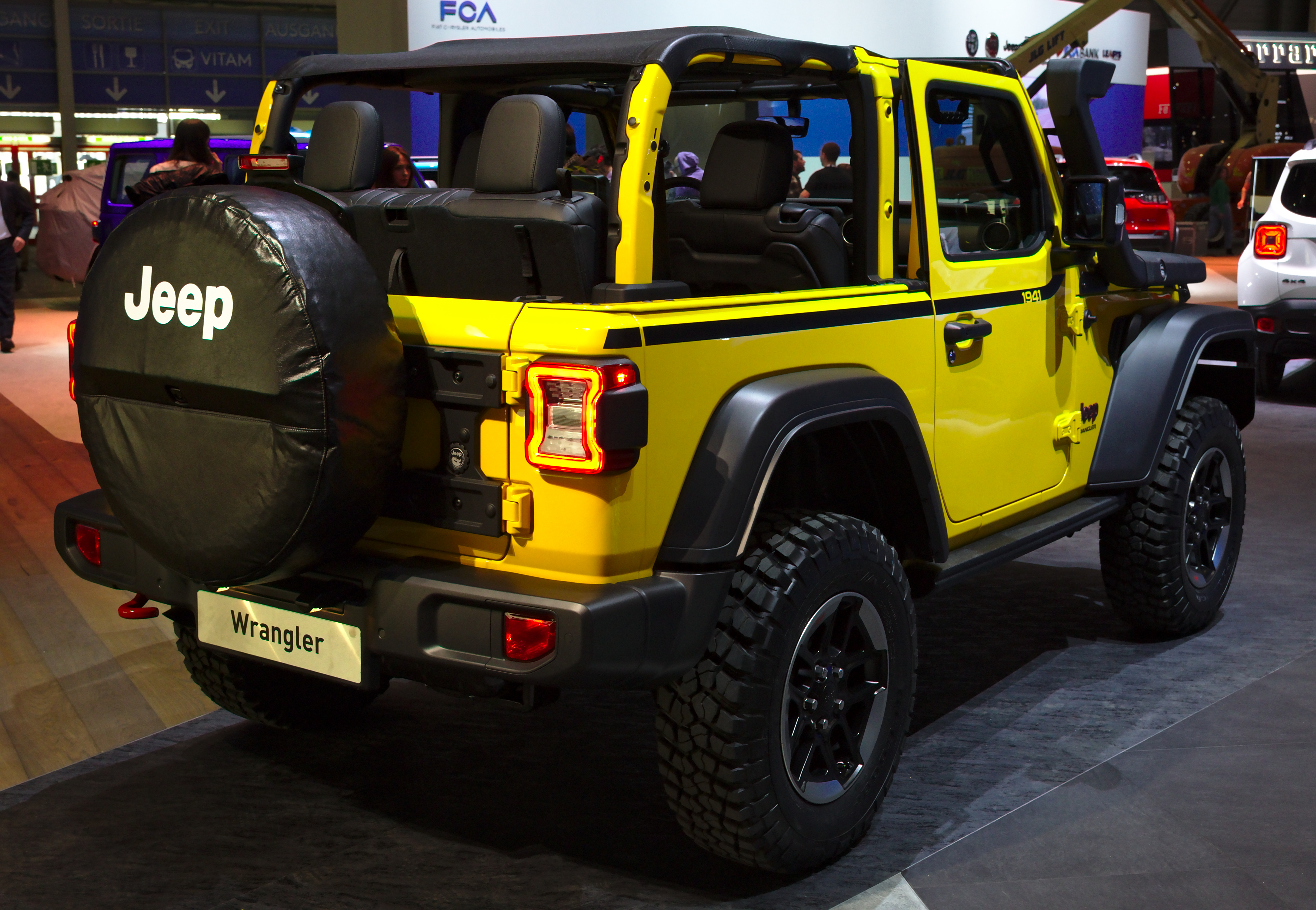
Heckansicht
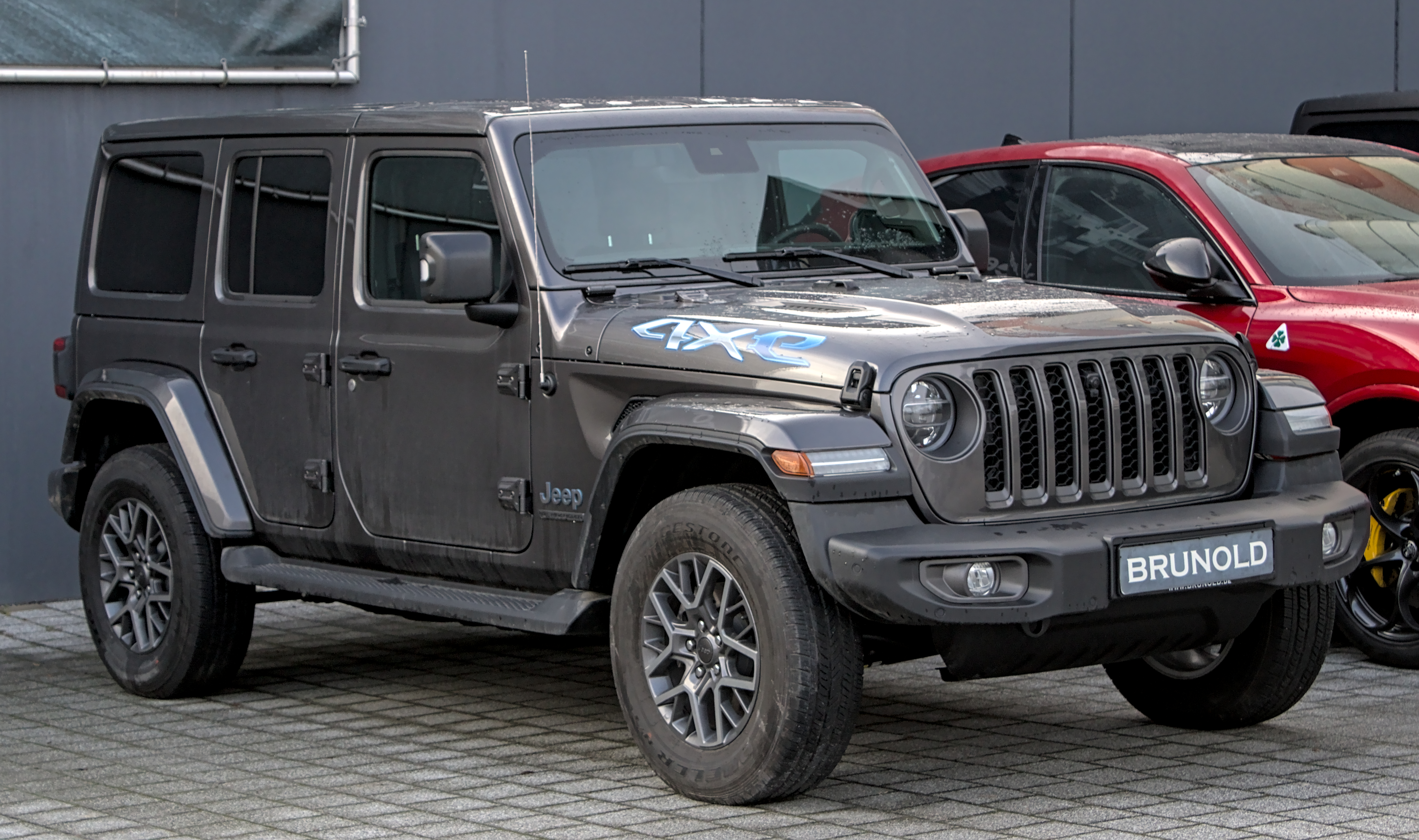
Jeep Wrangler Unlimited 4xe
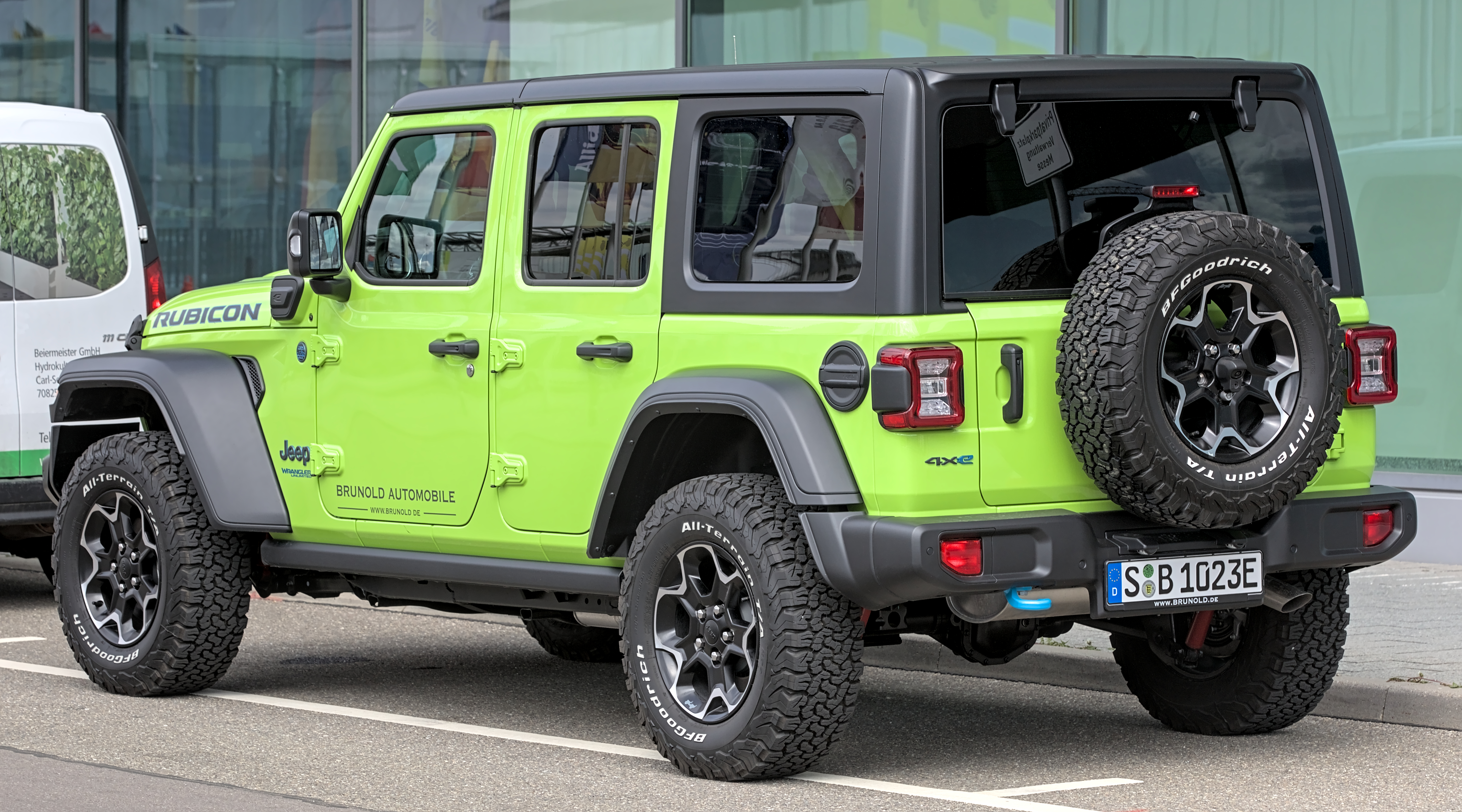
Jeep Wrangler Unlimited Rubicon 4xe
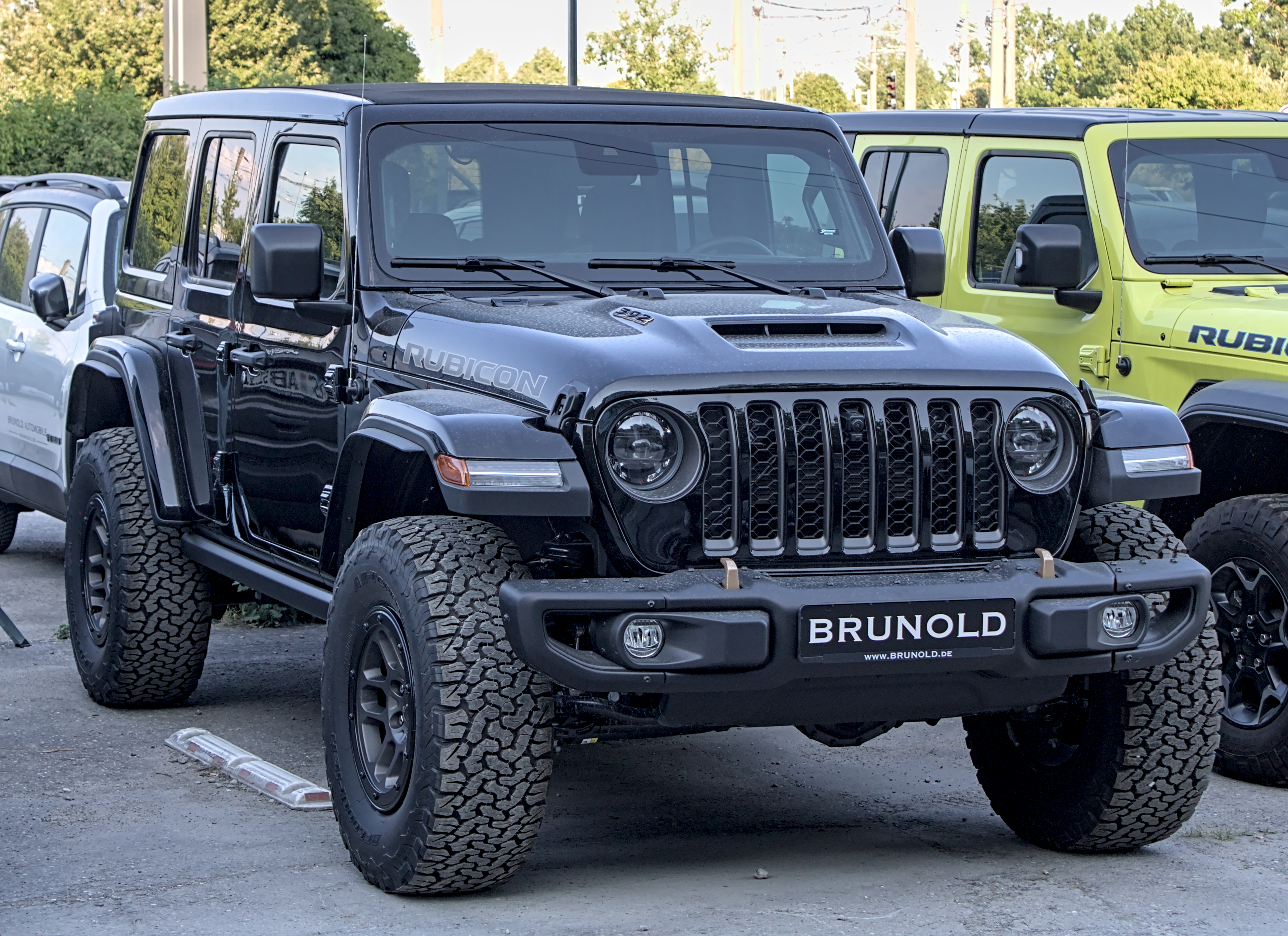
Jeep Wrangler Unlimited Rubicon 392
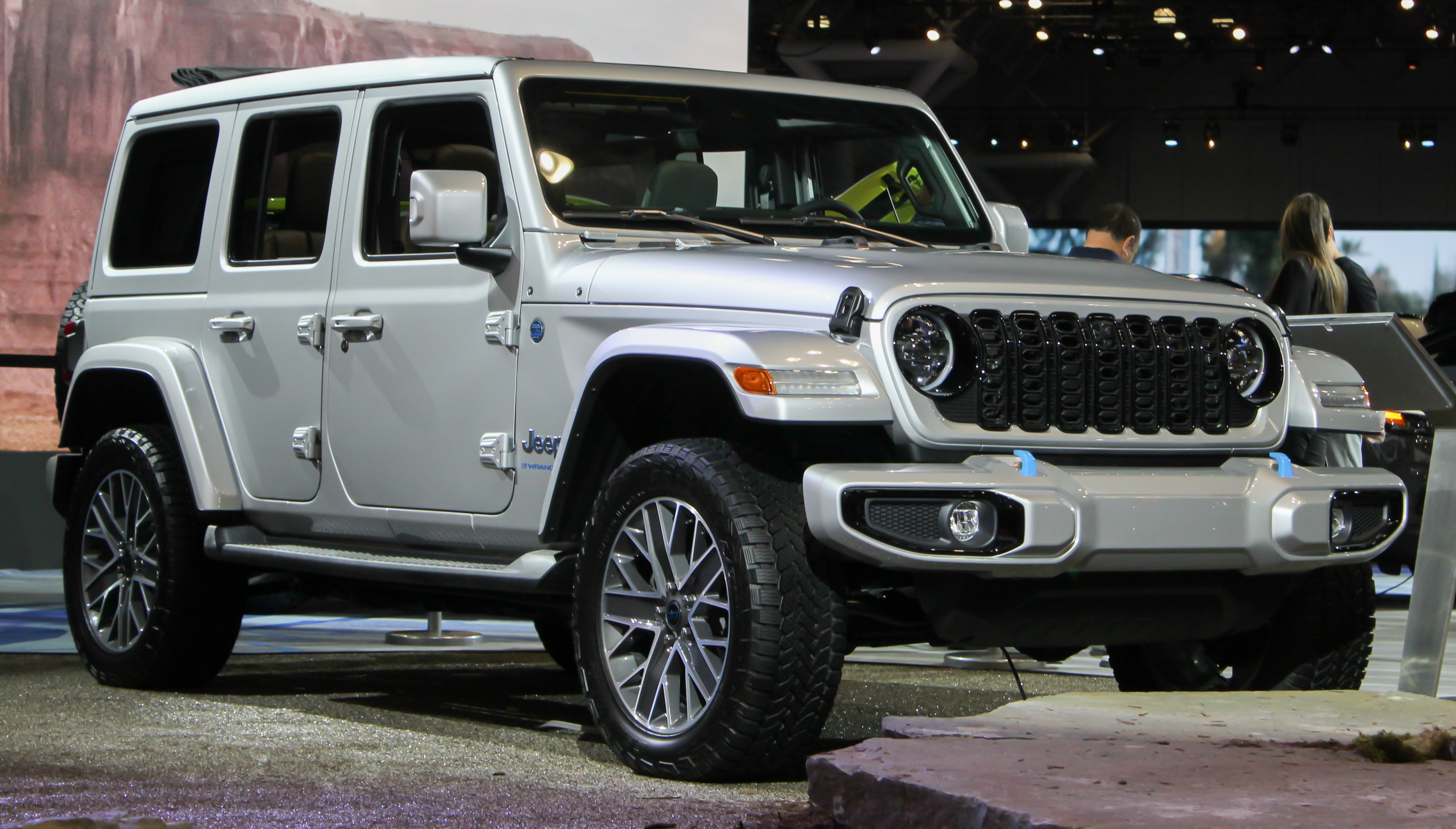
Jeep Wrangler (Facelift)

### Technische Daten
|                                             | 3.6 2                                                                | 2.0 eTorque                                                          | Rubicon 392 3            | 3.0 EcoDiesel 3                                                      | 2.2 Multijet                                                         | 2.0 4xe Plug-in-Hybrid                                               |
| Bauzeitraum                                 | seit 01/2018                                                         | seit 08/2018                                                         | seit 01/2021             | 01/2018–11/2022                                                      | 08/2018–12/2020                                                      | seit 01/2021                                                         |
| Motortyp                                    | V6-Ottomotor                                                         | R4-Turbo-Ottomotor                                                   | V8-Ottomotor             | V6-Turbodieselmotor                                                  | R4-Turbodieselmotor                                                  | R4-Ottomotor + zwei Elektromotoren                                   |
| Motorbezeichnung                            | Pentastar                                                            | FCA GME                                                              | HEMI                     | –                                                                    | –                                                                    | FCA GME                                                              |
| Hubraum                                     | 3604 cm³                                                             | 1995 cm³                                                             | 6417 cm³                 | 2987 cm³                                                             | 2143 cm³                                                             | 1995 cm³                                                             |
| max. Leistung Verbrennungsmotor bei min−1   | 213 kW (290 PS) / 6400                                               | 200 kW (272 PS) / 5250                                               | 346 kW (470 PS) / 6000   | 194 kW (264 PS) / 3600                                               | 147 kW (200 PS) / 3500                                               | 200 kW (272 PS) / 5250                                               |
| max. Leistung Elektromotor bei min−1        | –                                                                    | –                                                                    | –                        | –                                                                    | –                                                                    | 33 kW Startergenerator am Motor + 100 kW Traktionsmotor im Getriebe  |
| max. Systemleistung                         | –                                                                    | –                                                                    | –                        | –                                                                    | –                                                                    | 280 kW (381 PS)                                                      |
| max. Drehmoment Verbrennungsmotor bei min−1 | 353 Nm / 4800                                                        | 400 Nm / 3000–4500                                                   | 637 Nm / 4300            | 600 Nm / 1400–2800                                                   | 450 Nm / 2000                                                        | 400 Nm / 3000                                                        |
| max. Drehmoment Elektromotor bei min−1      | –                                                                    | –                                                                    | –                        | –                                                                    | –                                                                    | 53 Nm Startergenerator am Motor + 245 Nm Traktionsmotor im Getriebe  |
| max. Systemdrehmoment                       | –                                                                    | –                                                                    | –                        | –                                                                    | –                                                                    | 637 Nm                                                               |
| Antrieb                                     | Hinterradantrieb, Allradantrieb manuell oder automatisch zuschaltbar | Hinterradantrieb, Allradantrieb manuell oder automatisch zuschaltbar | Allradantrieb            | Hinterradantrieb, Allradantrieb manuell oder automatisch zuschaltbar | Hinterradantrieb, Allradantrieb manuell oder automatisch zuschaltbar | Hinterradantrieb, Allradantrieb manuell oder automatisch zuschaltbar |
| Getriebe, serienmäßig                       | 6-Gang-Schaltgetriebe                                                | 8-Gang-Automatikgetriebe                                             | 8-Gang-Automatikgetriebe | 8-Gang-Automatikgetriebe                                             | 8-Gang-Automatikgetriebe                                             | 8-Gang-Automatikgetriebe                                             |
| Getriebe, optional                          | 8-Gang-Automatikgetriebe                                             | –                                                                    | –                        | –                                                                    | –                                                                    | –                                                                    |
| Höchstgeschwindigkeit                       | 160 km/h (abgeregelt)                                                | 159–180 km/h                                                         | 160 km/h (abgeregelt)    | 160 km/h (abgeregelt)                                                | 159–180 km/h                                                         | 156–177 km/h                                                         |
| Beschleunigung, 0–100 km/h                  | 6,9–7,7 s                                                            | 7,3–8,9 s                                                            | 4,8 s                    | 7,7 s                                                                | 8,9–10,3 s                                                           | 6,4 s                                                                |
| Kraftstoffverbrauch auf 100 km (kombiniert) | 13,1–13,8 l*                                                         | 9,0–10,0 l*                                                          | 16,1–19,3 l              | 10,7 l                                                               | 7,9 l*                                                               | 3,5–4,1 l*                                                           |
| CO2-Emissionen (kombiniert)                 |                                                                      | 203–230 g/km*                                                        |                          |                                                                      | 198–209 g/km*                                                        | 79–94 g/km*                                                          |

*Werksangabe